# Mimikry
För andra betydelser, se Mimikry (olika betydelser).

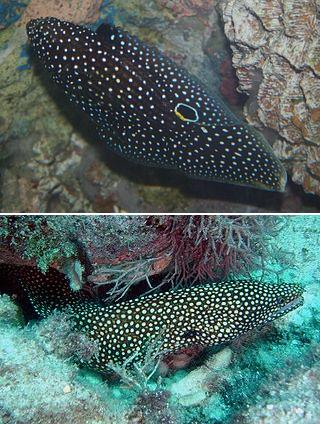
Bates mimikry hos fisk. Det är arten Calloplesiops altivelis överst, som ser ut som rovfisken Gymnothorax meleagris nederst, och som tillhör familjen muränor.

Mimikry eller mimicry betyder ungefär "skyddande likhet", och är en form av beteende eller utseende utvecklat främst bland mindre djur, särskilt insekter, där en art (mimaren) på något sätt imiterar en annan arts utseende, genom adaptiv färgteckning, ljud, kemiska signaler eller rörelsemönster. Arten som efterliknas kallas för modell eller modellart. Mimikryn ger en selektiv fördel för individen som utvecklat likheten. Fenomenet är vanligt inom både djur- och växtriket.
Vanligtvis är det frågan om att härma en art som på något sätt är farlig, för att på så sätt avskräcka rovdjur. Ett exempel är blomflugor, där många arter liknar getingar. Likheten kan gälla utseende, beteende, ljud, doft eller lokalisering och habitat. Av naturliga skäl återfinns arten med den skyddande likheten i samma miljö som värddjuret.
Mimikry innebär inte kamouflage, som är försök att smälta in i den omgivande miljön, utan mimikry är härmande av andra djurarter med risk för att synas mer. Det är inte heller samma sak som konvergent utseende som beror på temperaturanpassning, matvanor och liknande.

## Klassificering av mimikry
Det finns ett antal sätt att indela mimikry, beroende på funktionalitet. Nedan följer några av dessa typer. Observera att typerna ibland överlappar varandra. 
Mimikry indelas i mimikry som har defensiv funktion och mimikry som har aggressiv funktion. Defensiv mimikry är betydligt vanligare.

### Defensiv mimikry
De två huvudvarianterna av mimikry, som definierades först, är defensiva former av mimikry och kallas Bates respektive Müllers mimikry. Båda upptäcktes i Sydamerikas regnskogar hos fjärilar som är bytesdjur för fåglar. Varianterna är uppkallade efter sina upptäckare, Henry Walter Bates och Fritz Müller.

#### Bates mimikry
Bates mimikry innebär att en ogiftig och relativt försvarslös art imiterar en giftig, oätlig art eller en som är fullt kapabel att försvara sig. Det är den vanligaste formen av mimikry och så pass vanlig att det ofta sätts likhetstecken mellan Bates mimikry och mimikry i allmänhet. Bates mimikry ses också som en motsats till Müllers mimikry där farliga arter finner gemensamt skydd. Det finns dock ingen exakt gräns mellan dessa båda vanliga varianter av mimikry.
Ofta imiterar den ofarliga arten den farliga med dess varningsfärger – exempelvis starkt gult, rött och svart. Bates mimikry förutsätter att den farliga arten är tillräckligt vanlig i förhållande till imitatören. Den art som uppvisar Bates mimikry kan sägas vara ”ett får i ulvakläder”.
Genom sin likhet med den farliga arten får den ofarliga liknande fördel, men utan egentlig kostnad. Den har skydd på den farliga artens bekostnad, men om den blir tillräckligt vanlig spricker skyddet. Då kommer predatorer inte att avskräckas av varningsfärgerna från någon av arterna. Vidare utvecklar predatorerna då en ökande skicklighet att skilja arterna åt. Därför bygger denna form av mimikry på att den art som härmar är mindre vanlig än dess modellart.
Bates mimikry är ofta en fråga om grälla varningsfärger eller andra visuella markörer, eftersom mekanismen bygger på predatorns minne av obehagliga upplevelser och det är en fördel om minnet baseras på lätt inpräglade drag. Men den kan även gälla något av de andra sinnena, till exempel genom kemiska eller akustiska signaler. Ett exempel är nattfjärilar som sänder ut ultraljudssignaler som liknar de som oätliga arter sänder ut, vilket skyddar dem från fladdermöss. Det gäller till exempel spinnmalarna inom släktet Yponomeuta och flertalet arter inom familjen björnspinnare.
Ett alternativ som förekommer är att den härmande arten utvecklar en skyddande likhet med flera andra arter, genom så kallad polymorfism. Ett exempel på detta är narrbuskeväxten Boquila trifoliata i Chile (se bildgalleriet). Lianen B. trifoliolata växer olika på olika värdträds stammar för att försvåra för växtätare men får dessutom blad som överensstämmer med värdväxtens. Till skillnad från många andra växter kan lianen med sitt bladverk efterlikna många olika trädarter och är vidare inte parasit på värdträdet.
Huvuddelen av arter som utövar Bates mimikry är insekter.

##### Historia kring Bates mimikry

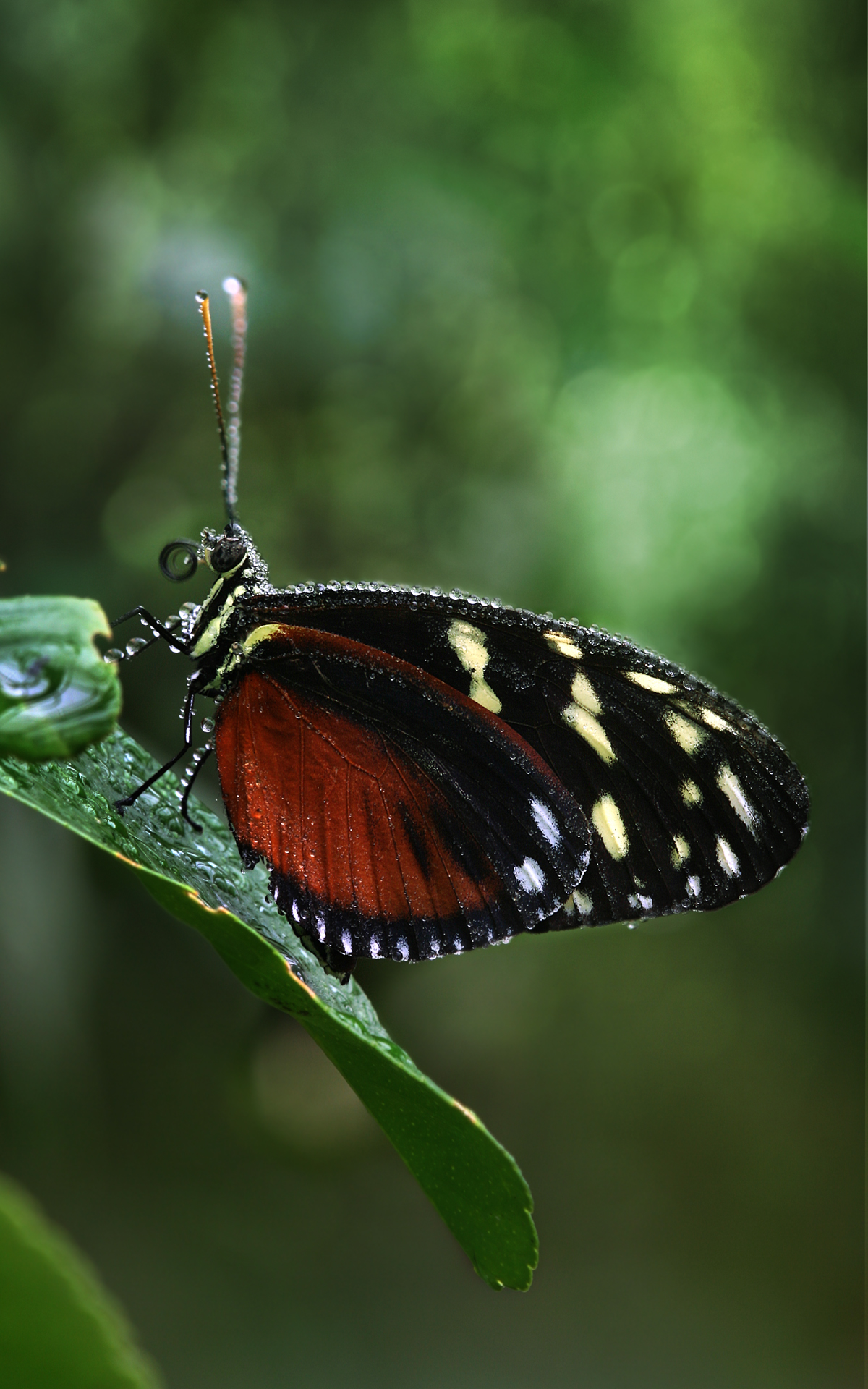
Pärlemorfjäril av arten Heliconius hecale.

Henry Walter Bates var en brittisk upptäcktsresande och zoolog som studerade fjärilar vid Amazonfloden. I sina fältstudier samlade han in närapå 100 arter från underfamiljerna Ithomiinae och Heliconiinae, och dessutom exemplar av tusentals andra insektsarter. När han sorterade fjärilarna i grupper efter utseende, uppmärksammade han att fjärilar som ytligt sett liknade varandra, vid närmare betraktelse kunde uppvisa stora morfologiska skillnader. I november 1861, kort efter sin återkomst till England, beskrev han sin teori om orsaken till detta vid Linnean Society of London. Teorin publicerades i tidskriften Transactions of the Linnaean Society under titeln 'Contributions to an Insect Fauna of the Amazon Valley'. Bates utvecklade senare sin teori i The Naturalist on the River Amazons, med undertiteln A Record of the Adventures, Habits of Animals, Sketches of Brazilian and Indian Life, and Aspects of Nature under the Equator, during Eleven Years of Travel. Teorin blev på sin tid rejält omdiskuterad, främst eftersom den stödde Darwins evolutionsteori som lanserats internationellt endast fyra år tidigare.
Bates lade fram hypotesen att det snarlika utseendet berodde på arternas gradvisa anpassning som skydd mot angrepp från predatorer. Han hade noterat att vissa arter uppvisade iögonfallande färger, som om de ville locka predatorerna att äta dem. Han menade att dessa fjärilar var oätliga och att insektsätande arter hade lärt sig att undvika dem. Därmed skulle andra arter som inte var vare sig oätliga eller giftiga men som härmade deras utseenden själva undgå angrepp.
Denna förklaring passade bra ihop med nya rön om evolution som lanserats av Alfred Russel Wallace och Charles Darwin. Motståndet var stort från antievolutionister. Begreppet "mimicry" hade dessutom fram till 1850 använts enbart om människor. Nu fick det en ny användning och eftersom Bates myntade begreppet för den allra vanligaste formen av mimikry, har han fått ge namn åt varianten, Bates mimikry. Emellertid hann Bates själv, under sin levnad, beskriva flera andra varianter av mimikry.

##### Aposematism

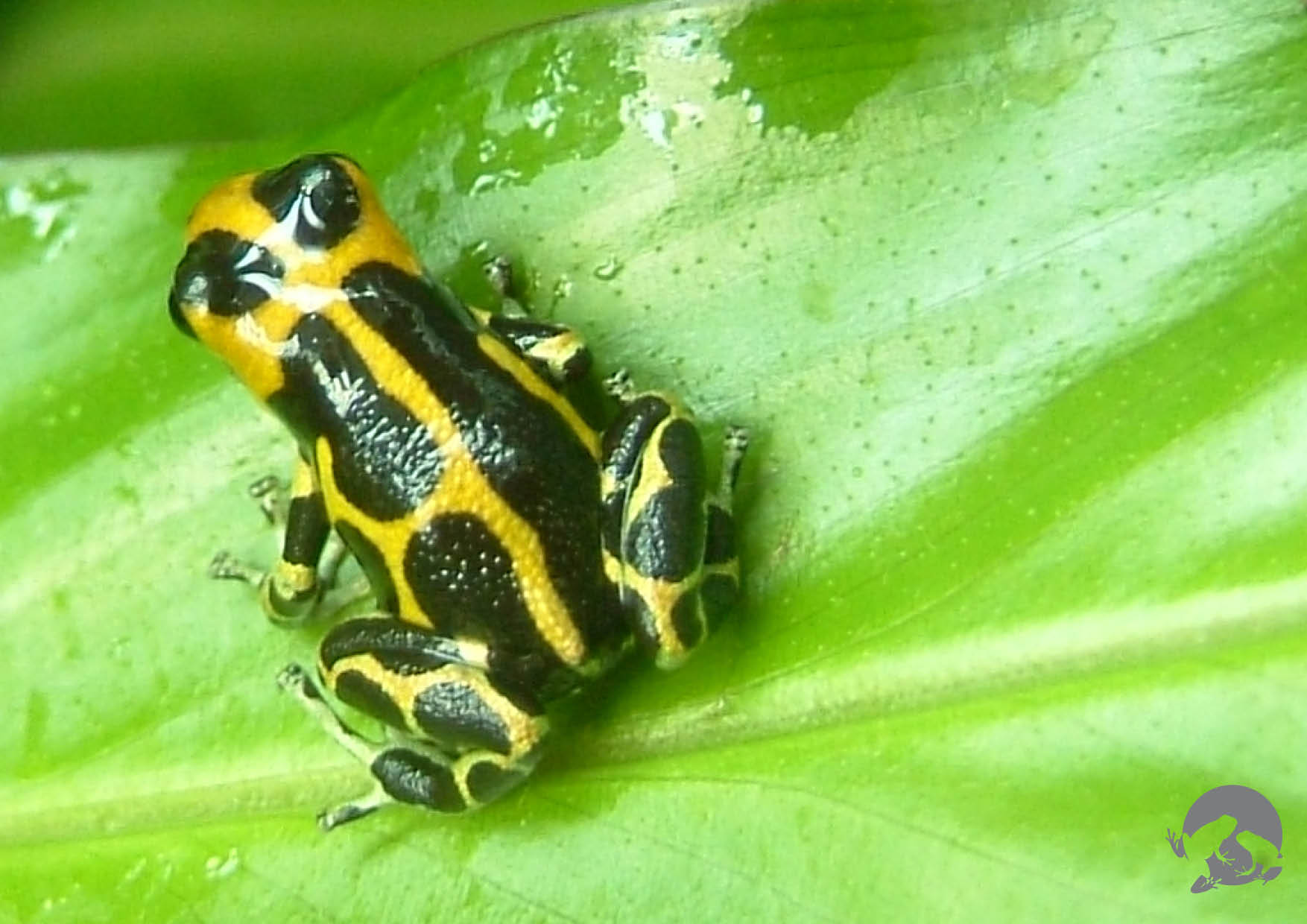
Ranitomeya imitator är en pilgiftsgroda, som på ett tydligt sätt illustrerar aposematism och den är en mellanform av Bates och Müllers mimikry.

Aposematism är ett begrepp som lanserades på 1870-talet och som framför allt avser adaptiv färgteckning när en art genom sitt utseende visar upp sina farliga egenskaper för att skrämma bort predatorer. Det kan förutom färger vara frågan om ljud, lukt eller annat som är lätt igenkännbart. Varningsfärger, som till exempel getingars svart- och gulrandiga bakkropp, eller korallormens färgstarka ränder är tydliga exempel.
Eftersom de flesta arter har åtminstone någon predator som vill äta dem, har det utvecklats många system för skydd. Aposematism är här motsatsen till kamouflage. Även många växter och svampar skyltar med sin farlighet genom starka färger eller odörer. Emellertid finns det kostnader med aposematismen. Till exempel kan det vara så att några predatorer avskräcks, medan andra tål gifterna eller den otrevliga smaken. Då blir aposematismen kontraproduktiv. Till och med om alla rovdjur borde avskräckas, kan varningssignalerna bli farliga för bytesdjuren, eftersom de röjer sig själva och därmed kan bli uppätna om predatorerna inte lär sig att undvika dem tillräckligt väl. Därför förekommer ofta kamouflage och aposematism i kombination.
När väl predatorerna har lärt sig att sky djuret som uppvisar varningssignaler, blir resultatet att samma eller liknande signaler kan uppstå bland andra arter. Så har Bates mimikry utvecklats. Tidigare har man tänkt sig att bytesdjuret utvecklat mimikryn. Detta synsätt har reviderats sedan 1860-talet. I stället kan förhållandet evolutionsbiologiskt beskrivas så att det är rovdjurens predation som har gjort att en viss form av mimikry har utvecklats.

###### PilgiftsgrodanR. imitator
Det finns ungefär 170 arter av pilgiftsgrodor. Flertalet signalerar sin giftighet med starka varningsfärger. Arten Ranitomeya imitator tillhör de mindre giftiga och kan därför sägas varna för sitt gift, samtidigt som den döljer sig bland andra, betydligt giftigare pilgiftsgrodor.
Arten förekommer i ovanligt många morfer och har därför varit föremål för forskning kring predatorns roll för att skapa aposematiska mönster. Genom att exponera starkt åtskilda morfer av pilgiftsgrodan och studera hur rovdjuren reagerat, har man kunnat fastslå att den främmande morfen attackeras upp till fyra gånger så ofta, vilket stärker teorin om predatorns roll för utvecklingen av mimikry.

##### Ofullständig Bates mimikry
En flitigt studerad form av mimikry gäller Bates mimikry när den skyddande likheten är ofullständig eller rentav dålig. Det finns gott om teorier om orsaken. Den allra vanligaste är att det är en pågående selektion, som fortfarande utvecklas. En annan teori är att det rör sig om en evolutionär process som uppstår hos vissa arter som är bytesdjur för predatorer med olika bytesval, vilket resulterar i ett utseende som är en kombination av flera arter och en tredje är att predatorerna kan ha en annan varseblivning än den som de forskare som betraktar mimikryn har. Ytterligare teorier är att den ofullständiga mimikryn kan förvirra rovdjuret, eller att det är fråga om inavel som har försämrat förmågan att fullända mimikryn. Det kan också vara fråga om att mimikryn inte ger tillräcklig fördel för att andra fördelar ska selekteras bort, som till exempel termoreglering och kamouflagefärgning, eller att vissa delar av mimikryn är väsentliga för överlevnaden, medan andra inte är det. Slutligen finns teorin att modellen utvecklas och att arten som utvecklar mimikry inte riktigt "hinner med", utan hela tiden ligger steget efter.

##### Akustisk mimikry
Även om visuell mimikry är vanligast, förekommer även akustisk mimikry hos arter med Bates mimikry och också med Müllers mimikry. Predatorer identifierar ibland sina byten utifrån ljudet, varför den formen av skyddande likhet är fullt logisk och vanlig.
Ett exempel är fladdermöss som använder ultraljud för att upptäcka sina byten. Det finns potentiella byten som är oätliga för fladdermössen och att frambringa ett aposematiskt ultraljud blir då den akustiska motsvarigheten till visuella varningsfärger. Fladdermöss lär sig undvika vissa arter av oätliga nattfjärilar, vilket evolutionärt gjort att andra arter med liknande ultraljud inte blir jagade.

#### Müllers mimikry
Müllers mimikry innebär att två arter som båda är giftiga eller oätliga liknar varandra. Detta förklaras av att varje individ av predatorerna måste lära sig vilka bytesdjur som är ätliga genom att smaka på några, vilket betyder en viss "kostnad" även för en oätlig art. Denna "kostnad" minskar om flera oätliga arter delar på samma varningssignaler och därmed liknar varandra.
Bates hade uppmärksammat också detta fenomen, men kunde inte ge någon förklaring till det. Det kunde däremot den tyske naturforskaren Fritz Müller: ”Om två arter sammanblandades av ett rovdjur, var det större chans att individer av båda arterna skulle överleva”, menade Müller 1878.
Müllers mimikry är unik på flera sätt. Främst för att båda arterna har fördel av mimikryn, vilket gör att den kan betecknas som ett slags mutualism. Men även tredje part, det vill säga rovdjuret, har nytta av fenomenet, trots att det blir lurat.
Vidare kan de två arterna finnas i en gradlös skala från ofarliga till dödligt giftiga, vilket gör att Bates mimikry gradvis glider över i Müllers mimikry.
Dessutom kan en art uppvisa Bates mimikry gentemot ett rovdjur och Müllers mimikry gentemot ett annat.

##### Bakgrund kring Müllers mimikry
Praktfjärilen Limenitis archippus är förvillande lik den illasmakande monarkfjärilen. Länge sågs det som ett bra exempel på Bates mimikry. På 1990-talet upptäcktes emellertid att också L. archippus smakar illa och att det alltså handlar om Müllers mimikry.
Att förstå mekanismerna med Müllers mimikry är omöjligt, om man inte först förstår aposematismen – varningssignalerna. Predatorer lär sig delvis instinktivt att undvika bytesdjur med aposematiska signaler, men lär sig oftare från erfarenhet. Predatorn lär sig lättare att undvika det skadliga eller oätliga bytesdjuret. Utvecklingen av mimikry kommer här att ske mellan motpolerna aposematism och kamouflage, beroende på vilket som är gynnsammare för bytesdjuret.
Motpolerna är inte oförenliga utan kan ibland samverka för att kamouflera bytesdjuret som ett rovdjur, men för att göra det synligt och aposematiskt för ett annat. Ännu vanligare är att bytesdjuret är dolt till dess att det känner sig hotat och då visar varningssignalerna. På det viset kan det utnyttja fördelarna med båda strategierna på bästa sätt. Strategierna kan se olika ut under ett djurs utvecklingsstadier. Kålfjärilen är aposematisk som larv, men utvecklar Müllers mimikry som imago.
Att många olika varningssignaler används av rovdjurets bytesarter är till nackdel för alla parter. Men här verkar den evolutionära processen till bytesdjurens fördel. En ofarlig bytesart som liknar en annan farligare art kommer att ha större sannolikhet att inte bli uppäten när predatorn gör sina bytesval, och får därmed större chans att föra sina gener vidare. Detta resulterar i selektion vilken fungerar på exakt samma sätt vare sig man studerar Bates mimikry eller Müllers mimikry.
Det var så Müller förklarade “Bates paradox” på 1870-talet: Det är inte en art som utnyttjar och lurar en annan; det är ett mutualistiskt förhållande.

#### Mertens mimikry (Emsleys mimikry)
Mertens mimikry eller Emsleys mimikry behandlar ett ovanligt fenomen som innebär att en dödligt giftig art efterliknar en mindre farlig. Denna form av ”skyddande likhet” föreslogs först av den amerikanske professorn Michael G. Emsley, som en förklaring till korallormars mimikry i den nya världen. Teorin utvecklades 1965 av den tyske biologen Wolfgang Wickler. Han namngav mimikryn efter den tyske herpetologen Robert Mertens, som varit tio år före Emsley med att beskriva fenomenet.
Fenomenet är svårare att förstå sig på än andra former av mimikry. Det forskarna så småningom har kommit fram till är att en predator som dör för att den blir lurad av mimikryn, knappast kan lära sig av sitt misstag. Därför borde ett tillräckligt giftigt bytesdjur ha fördel av att kamouflera sig i stället för att efterlikna en annan ofarligare art och därmed exponera sig. Emellertid, om det finns någon art som är farlig, men inte dödlig, och också aposematisk, det vill säga har varningsfärger, kan den dödligt farliga arten ibland tjäna på att ha en ”skyddande likhet”, i stället för ett kamouflage, som predatorer kan genomskåda. Mertens mimikry utvecklas alltså när en sådan likhet leder till högre selektion  än ett genomfört kamouflage.

#### Gilberts mimikry

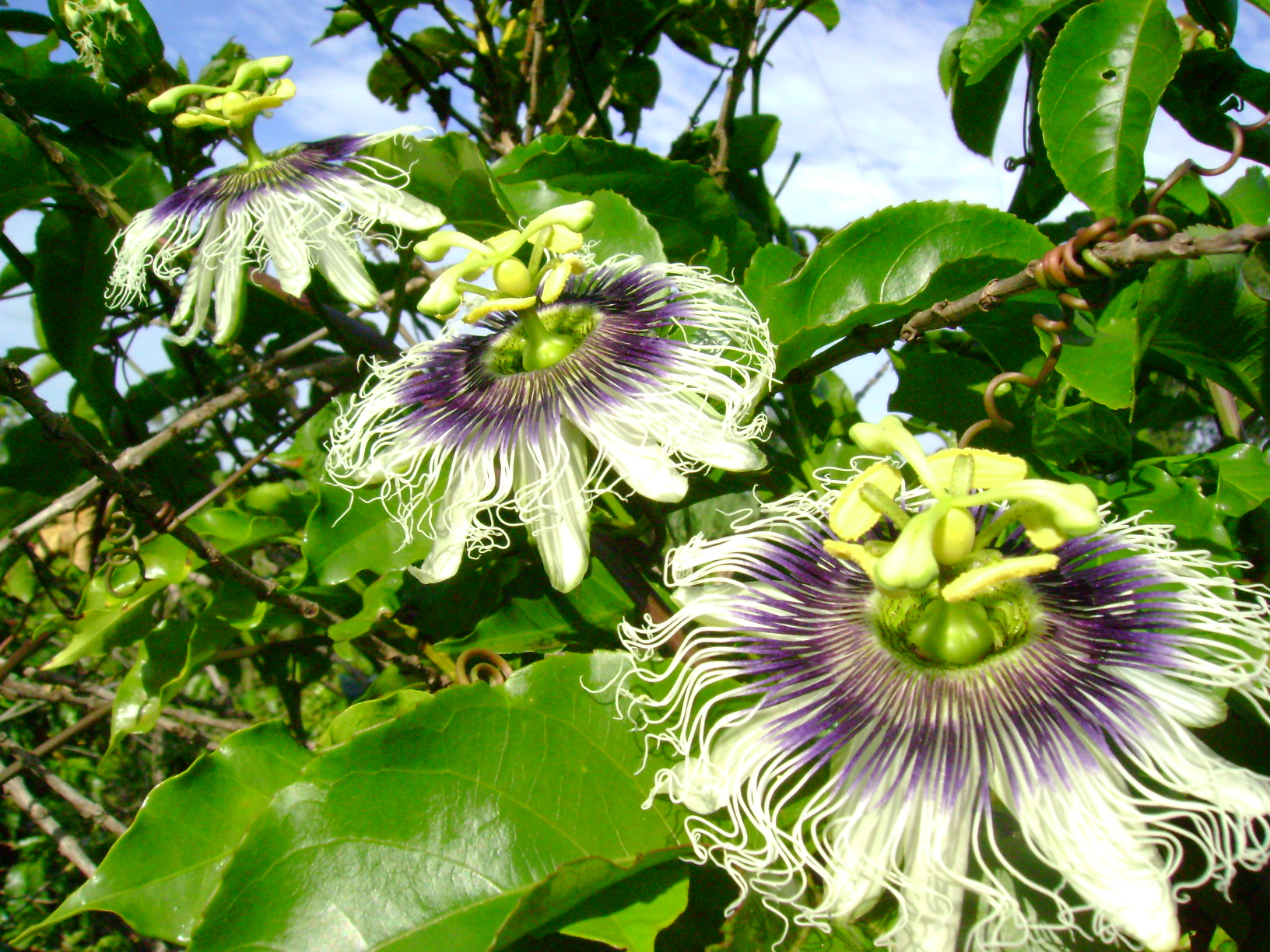
Maracujan eller purpurgrenadillen, (P. edulis f. flavicarpa), en form inom släktet Passiflora. Ett exempel på Gilberts mimikry.

Vid Gilberts mimikry lurar värden bort parasiten, och bytesdjuret predatorn genom att uppnå en ”skyddande likhet”. Denna form av mimikry har fått sitt namn efter den amerikanske ekologen Lawrence E. Gilbert, som beskrev fenomenet på 1970-talet.
Beskrivningen gällde passionsblomssläktet (Passiflora) som har giftiga blad för att skydda sig. Larver till praktfjärilar av släktet Heliconius kan äta bladen, eftersom de har ett enzym som bryter ner giftet. Emellertid har växterna utväxter som påminner om Heliconius-fjärilarnas kläckningsfärdiga ägg. De falska äggen får fjärilarna att välja andra äggläggningsplatser. De flesta arter av Heliconius har larver som är kannibalistiska, varför ägg som läggs i närheten av äldre ägg inte har någon god prognos att nå kläckning. Vidare innehåller de ”falska äggen” nektar som lockar till sig myror och getingar, som har fjärilslarverna som bytesdjur.

#### Vavilovs mimikry
Bland växter förekommer också ett antal olika typer av mimikry. Vissa ogräs har till exempel en förmåga att genom naturligt urval börja likna odlade växter, vilket gör dem svårare att rensa bort. Vavilovs mimikry förutsätter tre faktorer, förutom modellen och mimikry-växten också en operator. Operatorn kan vara människan, något djur eller en maskin. Den här varianten av mimikry har fått sitt namn efter den ryske botanikern och genetikern Nikolaj Vavilov, som först beskrev den. Ett exempel är råg, som från början var ett ogräs som utvecklade en skyddande likhet med vete, så framgångsrikt att det utvecklades till ett nytt sädesslag.
Vavilovs mimikry är en aggressiv mimikry, som är av parasiterande karaktär, men om arterna kan reproducera sig tillsammans kan det bli mutualistiskt.

#### Pouyannes mimikry

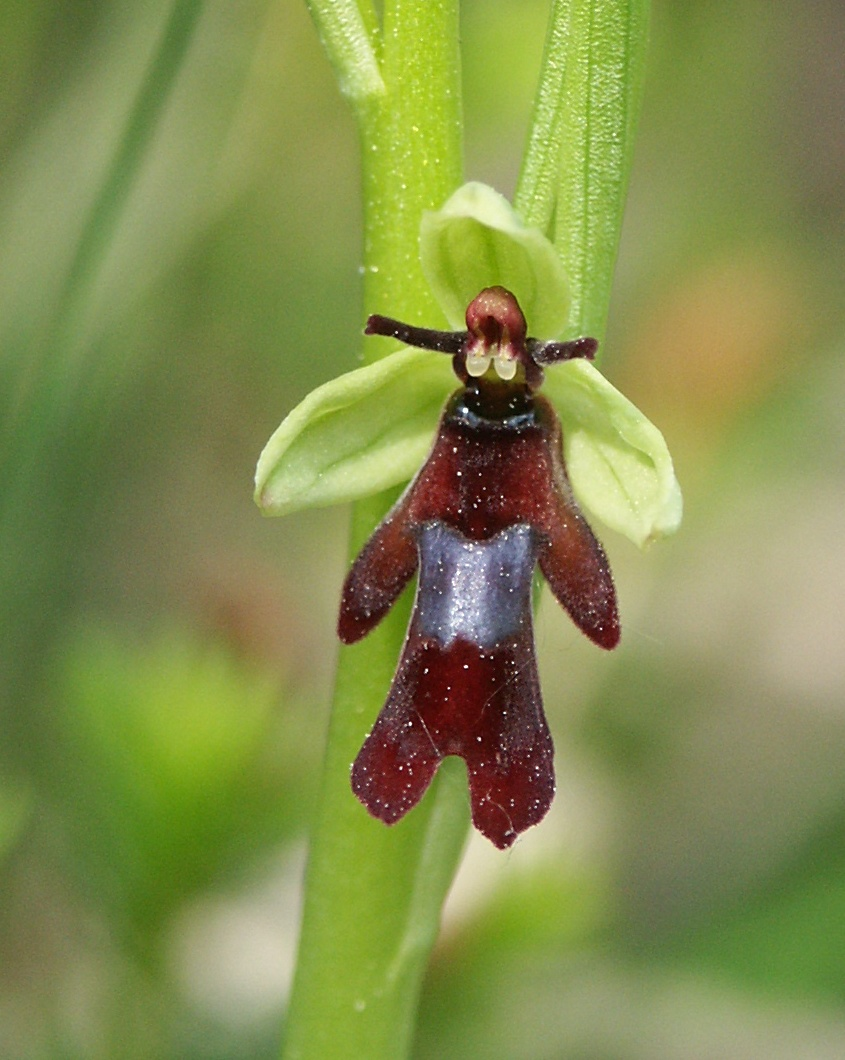
Flugblomster, ett svenskt exempel på Pouyannes mimikry.

Pouyannes mimikry, eller pseudo-kopulation, är en form av mimikry som bara förekommer hos växter. Den har fått sitt namn från den franske botanikern Maurice-Alexandre Pouyanne som först beskrev fenomenet 1916, inom orkidésläktet Ophrys. Denna variant av mimikry innebär att en växt på olika sätt imiterar en insekt för att insekten ska pollinera växten.
Flugblomster (Ophrys insectifera) har en mycket specialiserad blomma, med formen och doften hos en insektshona. Flugblomstret lockar till sig stekelhanar av släktena Gorytes och Argogorytes, i Norden enbart stekeln Argogorytes mystaceus. Det var den svenske entomologen Bertil Kullenberg, som på 1950-talet upptäckte att flugblomstret utsöndrar samma doftämnen som stekelns honor, men i ännu starkare doser. Därför lockar de till sig hannar från stora avstånd. Hannarna tas emot av en blomläpp som starkt påminner om en stekelhona, som doftar stekelhona, och där till och med behåringens fördelning på blomläppen överensstämmer med utseendet på honornas rygg. Blommorna lockar hanarna att kopulera med dem, varvid orkidéns pollen fastnar på stekelns huvud och förs vidare. På det sättet hjälper hanarna ofrivilligt till att pollinera blomman. Flugblomstret har rentav anpassat blomningstiden till hanarnas födelse, som inträffar tre veckor tidigare än honornas – och minskar på detta sätt också konkurrensen från de äkta honorna.
I Norden finns en art av flugblomster, som beskrivs ovan men i Europa och Nordafrika finns ett flertal ytterligare arter, varav flera har samma variant av mimikry, men med särdrag hos varje art beträffande utseende och sätt att locka insekter. Några exempel på andra flugblomster med tydlig Pouyannes mimikry är: spegel-ofrys (Ophrys vernixia), gul ofrys (Ophrys lutea), brun ofrys (Ophrys fusca), spindel-ofrys (Ophrys sphegodes), parnassos ofrys (Ophrys spruneri), hästsko-ofrys (Ophrys ferrum-equinum), fågel-ofrys (Ophrys scolopax), prakt-ofrys (Ophrys tenthredinifera), bi-ofrys (Ophrys apifera) och humle-ofrys (Ophrys bombyliflora).
Kostnaden för de lurade insekterna kan tyckas liten, men en studie av det australiska orkidésläktet Cryptostylis, som har en liknande mimikry som flugblomstren, har visat att insekterna kan slösa stora mängder sperma. Det kan därför i vissa fall bli frågan om antagonistisk samevolution, där insekterna blir allt skickligare på att känna igen sina honor och orkideerna allt skickligare på att härmas. Förutom efterliknande av insektens form är mimikryn ofta kemisk och taktil för att lyckas.

#### Wasmanns mimikry

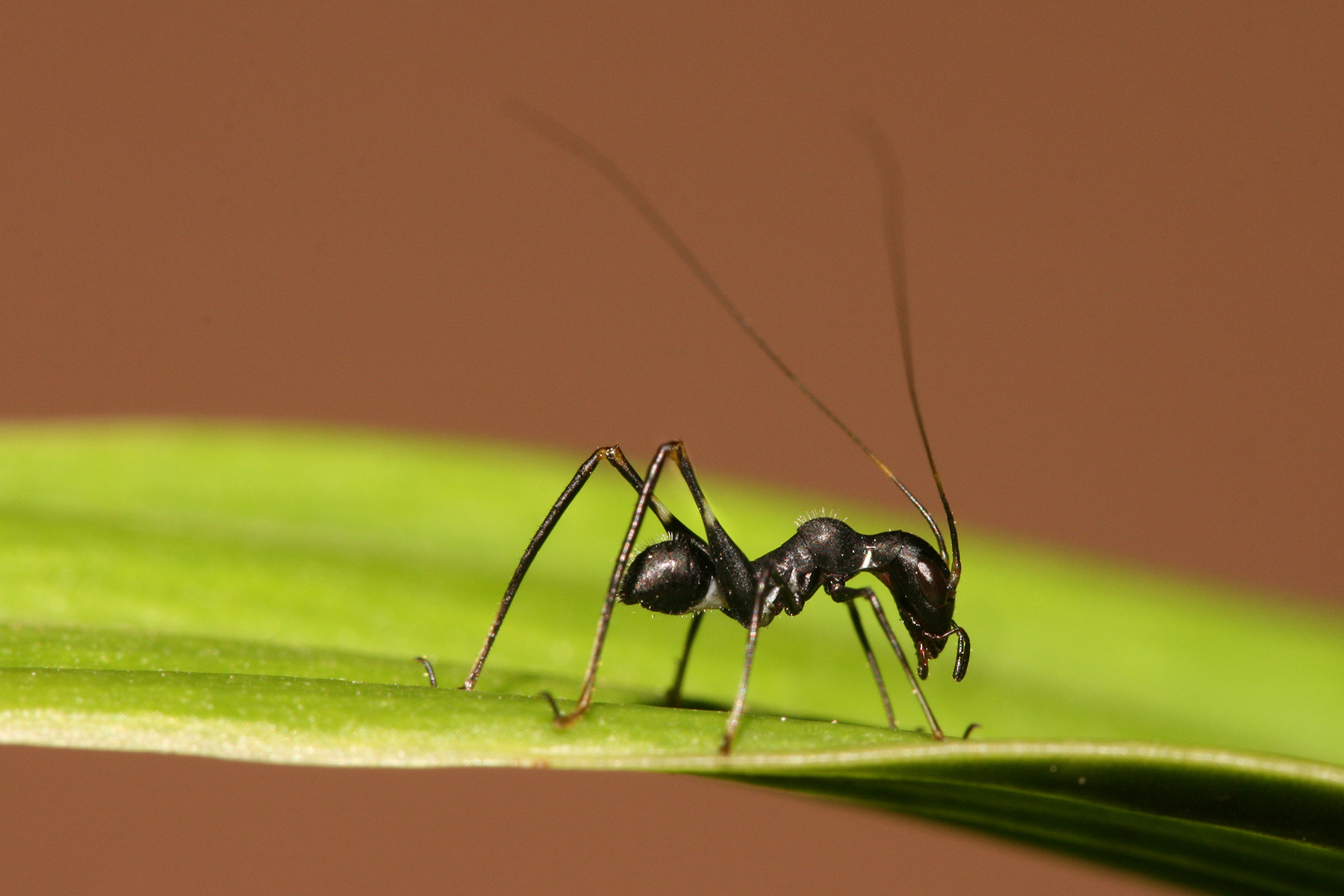
En art av syrsesläktet Macroxiphus, i det stadium när den liknar en myra. Ett exempel på Wasmanns mimikry.

Wasmanns mimikry gäller skyddande likhet där en art är inneboende hos en annan. Det är frågan om en skyddande likhet som inte är aggressiv. Den är relativt vanligt bland samhällsbyggande insekter som myror, termiter, bin och getingar. Mimikryn har lånat sitt namn av den österrikiske entomologen och jesuitprästen Erich Wasmann, som först beskrev fenomenet 1894. I myrsamhällen är fenomenet så vanligt att Wasmann kunde upprätta en lista på 1 177 arter som är gäster i olika myrsamhällen. Det rörde sig om flugor, skalbaggar, syrsor, fjärilar, fjällborstsvansar, mångfotingar, gråsuggor, sniglar, kvalster, bladlöss, sköldlöss, getingar och till och med ormar. Arter med detta beteende kallas myrmekofila.

#### Browers mimikry

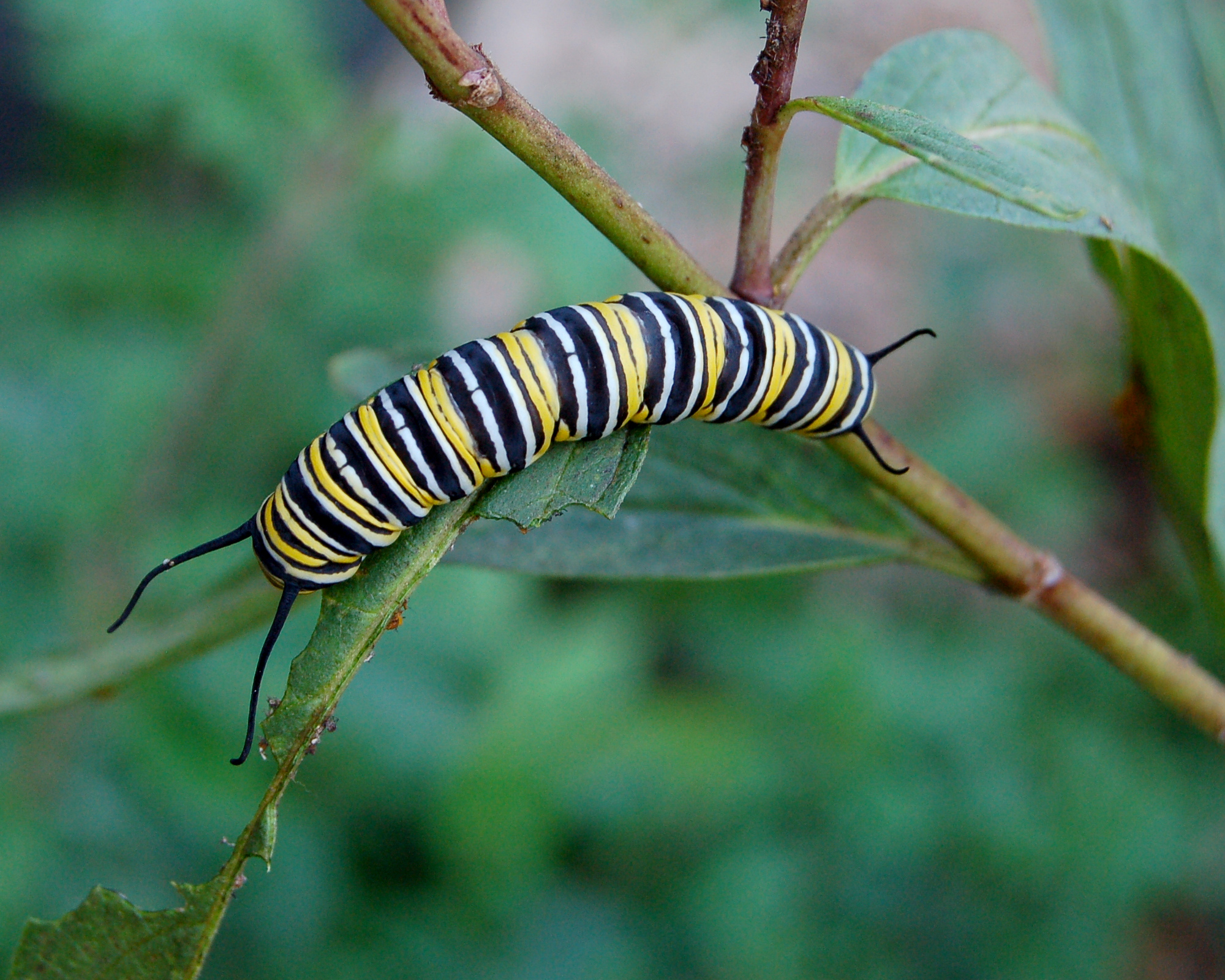
Larv av monarkfjäril. Exempel på Browers mimikry. Larverna varierar i giftighetsgrad beroende på diet.

Browers mimikry handlar om en skyddande likhet inom arten. Varianten har hämtat sitt namn från de amerikanska evolutionszoologerna Lincoln Pierson Brower och Jane Van Zandt Brower som beskrev fenomenet först. Browers mimikry är ett specialfall av Bates mimikry såtillvida att det inte är en annan art som härmas, utan den egna. Denna form av mimikry förekommer bland arter som är välsmakande bytesdjur, men där graden av smaklighet och oätlighet varierar. Ett typexempel återfinns bland praktfjärilar av släktet Danaus, bland annat monarkfjärilen och Danaus gilippus. Larverna livnär sig på växter av släktet sidenört, vars giftighet varierar avsevärt. Giftet från värdplantan magasineras och fjärilen har kvar det till och med som fullt utbildad fjäril. Giftnivån varierar mellan individerna, beroende på vilka blad larven ätit. I detta falla skyddas alltså fjärilar som inte är giftiga, på grund av den exakta likheten med andra individer av samma art, som är starkt giftiga.
Arter som är dimorfa skyddas inte på samma sätt, men det finns observationer av apor, där apan skyr även det andra könet av en fjäril, efter att ha tuggat på en giftig eller illasmakande fjäril. Det gäller observationer av mandrill i Gabon där en apa regelbundet åt hanar av en fjärilsart i familjen tandspinnare. Efter att ha ätit en giftig fjärilshona, slutade mandrillen att äta även hannar, fastän utseende skiljer sig påtagligt.

#### Bakers mimikry

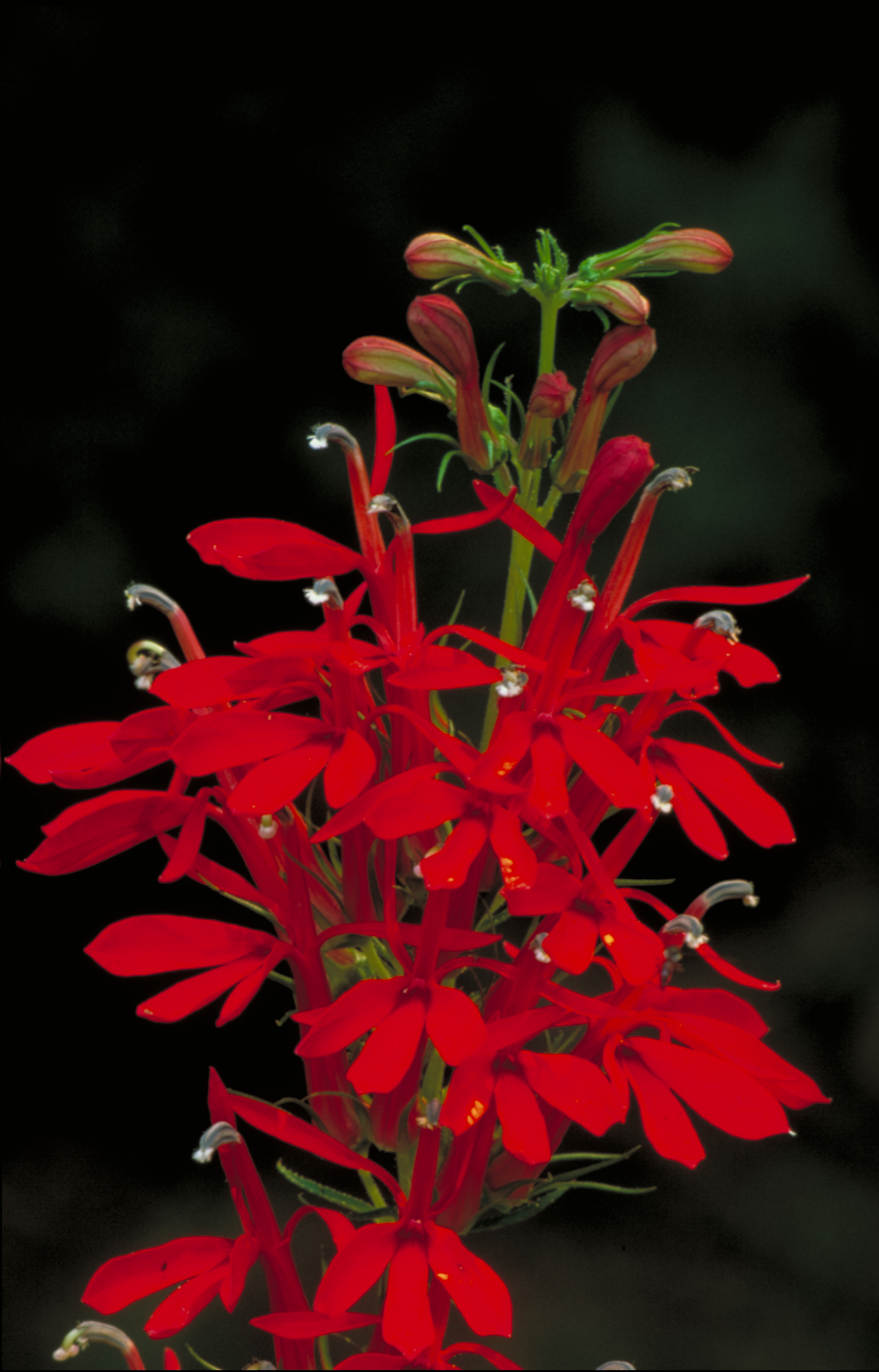
Klockväxten Lobelia cardinalis lockar kolibrier utan att producera nektar.

Bakers mimikry är också en skyddande likhet inom samma art. Det har sitt namn efter den engelske naturvetaren och växtfysiologen Herbert George Baker. Hos växter kan honblommor efterlikna hanblommor av samma art och lura pollinerare på belöningen. Hanblommorna innehåller nektar som belöning, men det gör inte honblommorna. Fenomenet är vanligt hos många arter av Caricaceae, en familj av tvåhjärtbladiga växter, som framför allt växer i tropiska regioner av Central- och Sydamerika samt Afrika. Till växtfamiljen räknas bland annat papaya. Ett annat exempel är arterna Begonia involucrata och Begonia cucullata inom begoniasläktet.

#### Dodsons mimikry
Dodsons mimikry är uppkallad efter den amerikanske botanikern och taxonomen Calaway Homer Dodson. Också den gäller reproduktiv mimikry hos växter, men där är skilda arter inblandade. Här imiterar växten modellartens utseende för att lura pollinatörer att besöka blomman, fastän den inte ger någon belöning i form av nektar. Den efterliknar en annan art som ger belöning.
Orkidéarten Epidendrum ibaguense, som har sin utbredning i Trinidad, Franska Guyana, Venezuela, Colombia och norra Brasilien, har blommor som starkt liknar blommorna hos arterna eldkrona och röd sidenört. E. ibaguense pollineras av monarkfjärilar och förmodligen också kolibrier.

### Aggressiv mimikry
Aggressiv mimikry är i stort sett motsatsen till vad mimikry bokstavligen betyder, det vill säga ”skyddande likhet”. Här efterliknar predatorn sina bytesdjur för att exempelvis ha lättare att komma nära bytet. Aggressiv mimikry är inte lika vanlig som den defensiva, vilket på intet sätt betyder att den är ovanlig. Även den aggressiva mimikryn är därför indelad i ett flertal varianter. Ett välkänt exempel är göken som gömmer sina ägg i andra fågelarters bon.

#### Peckhams mimikry

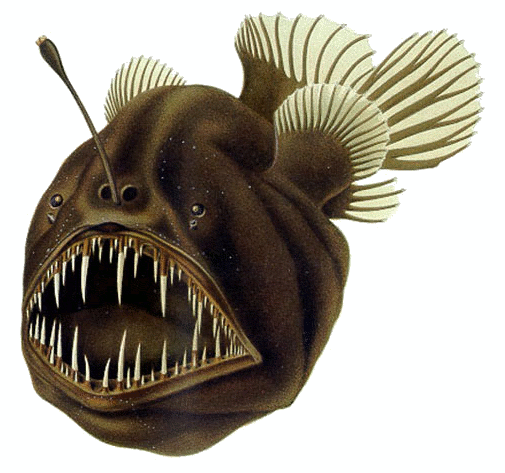
Melanocetus johnsonii utgör exempel på Peckhams mimikry. Läs mer om den under rubriken bioluminiscens.

Peckhams mimikry eller Bates-Wallaces mimikry är en variant av aggressiv mimikry. Här efterliknar predatorn sina bytesdjur för att ha lättare att komma nära bytena. Ett känt exempel är krabbspindeln Phrynarachne decipiens som jagar vissa arter av nattfjärilar. Spindeln har körtlar på bakkroppen som utsöndrar feromoner som motsvarar nattfjärilarnas. Fjärilshannarna lockas till spindeln av feromonerna i tron att de ska uppvakta honor och blir lätta byten.
Mimikryn har kallats Peckhams mimikry efter de amerikanska taxonomerna George Williams Peckham och Elizabeth Maria Gifford Peckham. Den kallas också Bates-Wallace mimikry när den är tydligt bipolär, det vill säga innefattar enbart två arter. Det namnet refererar till den brittiske zoologen som först beskrev mimikry, Henry Walter Bates, och den brittiske naturhistorikern Alfred Russel Wallace.
Honor av bolaspindlar, tillhörande det sydamerikanska släktet Mastophora, har utvecklat könsferomoner som lockar hanmyggor. Varje art i släktet verkar ha specialiserat sig på en särskild bytesart inom familjen fjärilsmyggor, Psychodidae. Bolaspindlarna har fått sitt namn av att vuxna spindlar kastar en klibbig boll som sitter fast i en spindeltråd, som den fångar in mygghannarna med.
På 1960-talet studerade den amerikanske entomologen James E. Lloyd eldflugehonor av släktet Photuris. Dessa skickar ut samma sorts ljussignaler som honor av släktet Photinus. Det lockar till sig hanar som blir byte och också ger honorna det värdefulla ämnet lucibufagin som gör dem oätliga för predatorer.
Vidare studier visade att hannar av flera släkten, bland annat också Pyractomena luras av dessa signaler. De flyger till en förväntad parning, blir infångade och uppätna.

#### Häckningsparasitism (Kirbys mimikry)

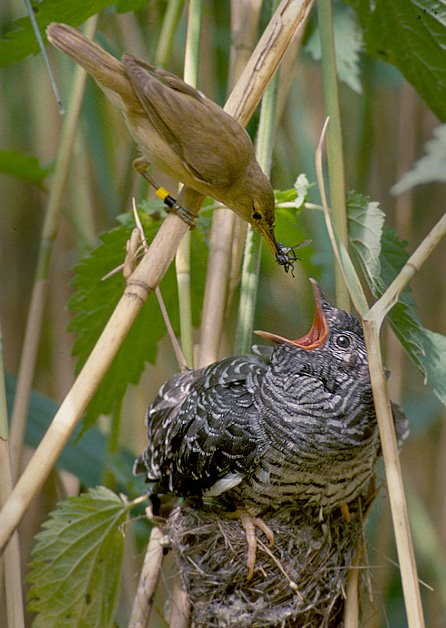
En snart flygfärdig gökunge utfodras av en rörsångare. Ett typiskt exempel på häckningsparasitism.

Häckningsparasitism är också en form av mimikry, där den art som parasiterar härmar sin värd. Det förekommer hos fåglar, insekter och även vissa fiskarter. Häckningsparasitism innebär att honan lägger sitt ägg i en annan individs bo och överlåter ruvning och uppfödning åt värden. Den mest kända häckningsparasitismen utövas av arter inom familjen gökar.
Pasteur kallade den här formen av mimikry för Kirbys mimikry efter den engelske entomologen William Kirby. Eftersom parasitismen riskerar värdarten utvecklar den ofta, men inte alltid, ett alltmer utvecklat igenkännande, parallellt med att den parasiterande arten utvecklar en allt bättre mimikry.
Det förekommer häckningsparasitism både inom arter (intraspecifik parasitism) och mellan arter (interspecifik parasitism). Göken (Cuculus canorus) har en parasitism som är interspecifik och inriktad på ett specifikt antal tättingarter.
Andra fågelfamiljer där det förekommer häckningsparasitism är honungsgökar (Indicatoridae) samt vissa änkor (Viduidae) och trupialer (Icteridae). Fenomenet beskrevs redan 1678 av John Ray då han beskrev göken, i sin bok The Ornithology of Francis Willughby.
Alla arter inom släktet kostarar (Molothrus) är häckningsparasiter. Den brunhuvade kostaren har konstaterats lägga ägg i så många som 220 olika fågelarters bon, främst hos tättingar men även hos kolibrier och rovfåglar. Till skillnad från gökens anpassas inte utseende på kostararnas ägg efter utseendet hos värdartens ägg. Vissa arter känner igen äggen och stöter antingen ut dem eller överger boet. Andra arter matar sina ungar med föda som kostarar inte kan leva på. Men drygt 140 arter har dokumenterats med att föda upp unga kostarar på deras egna ungars bekostnad. Honor av brunhuvad kostare kan lägga upp till 36 ägg under en häckningssäsong.
Intraspecifik parasitism har i ekologiska studier under slutet av 1900-talet visat sig vara mycket mer utbredd än man tidigare trott. År 2001 sammanställdes en lista i den ornitologiska tidskriften Ibis där man summerade att fenomenet hade konstaterats hos 236 arter. Inomartsparasitism verkar öka möjligheten till häckningsframgång, varför den för arten som helhet kan anses gynnsam även om resultatet för den enskilda individen blir parasitism. Till skillnad från arter som ägnar sig åt utomartsparasitism så brukar den inomartsparasiterande honan även själv ruva en kull, varför parasiterandet ökar möjligheten till häckningsframgång. Bland häckningsparasiterande insekter kan nämnas murarbiet Osmia cornifrons. Honan kan tränga in i bon hos andra honor av samma art, förstöra ägget och ersätta det med sitt eget.

#### Bioluminiscens
Bioluminiscens betecknar produktionen och utsändandet av ljus hos levande organismer. Bioluminiscens förekommer som aggressiv mimikry för att locka till sig byte, men också som defensiv mimikry.
Denna form av mimikry används av många djuphavsfiskar, till exempel djuphavsmarulkar, en underordning av marulkarna (Lophiiformes). En maskliknade flik med lysorgan sitter på ett "metspö" på huvudet och genom att vifta med denna lockar den till sig byten inom räckhåll för den stora munnen.
Cigarrhajen, livnär sig i stor utsträckning på att bita stycken ur större fiskar. Dess undersida är täckt av lysorgan med undantag för en mörk halskrage. Denna mörka krage tros fungera som lockbete genom att den ser ut som silhuetten av en liten fisk för större rovfiskar nedanför.
Dinoflagellater, som är små plankton, använder möjligen bioluminiscens som försvar mot predatorer. De lyser upp när de störs och gör på så sätt angriparen synlig för rovdjur högre upp i näringskedjan.
En sydamerikansk kackerlacka, Lucihormetica luckae, använder sig av bioluminiscens i försvarssyfte för att efterlikna giftiga skalbaggar av släktet Pyrophorus. Detta sistnämnda är ett exempel på bioluminiscens som defensiv mimikry av typen Bates mimikry.

#### Wickler-Eisners mimikry

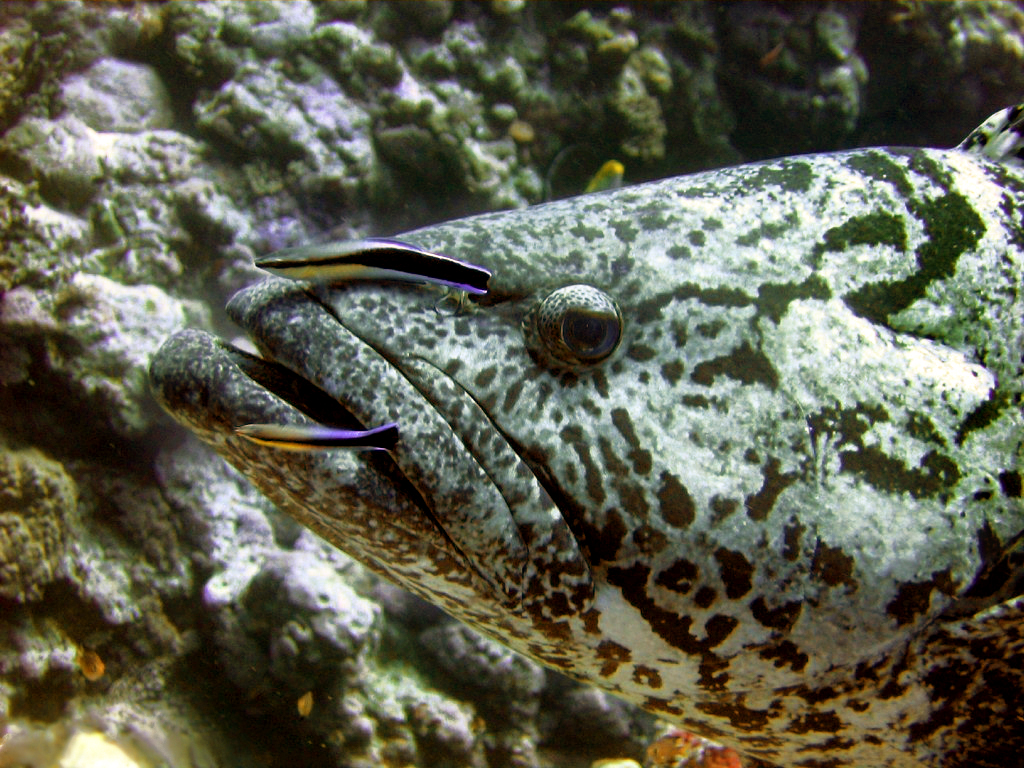
Två blå putsarfiskar putsar en Epinephelus tukula.

Det är inte alltid som den aggressiva mimikryn strävar efter att locka byten. Predatorer kan ha avsevärd fördel bara av att inte bli identifierad som en sådan.
En ganska vanlig variant har fått namnet Wickler-Eisners mimikry. Rovdjuret liknar en annan art som uppvisar ett gynnsamt förhållande till bytesdjuret. Andra gånger efterliknar predatorn eller parasiten någon art som åtminstone inte innebär något hot mot bytesdjuret.
Ett exempel på Wickler-Eisners mimikry är en art av putsarfisk och dess modell – även om modellen i detta fall har stor nackdel av putsarfiskens mimikry. Putsarfiskar hjälper många arter genom att äta parasiter och putsa bort död hud varför de släpps in på livet. Vissa arter släpper till och med in putsarfiskarna i mun och svalg för att bli av med parasiter.
Emellertid har den blå putsarfisken, (Labroides dimidiatus), en art som utövar aggressiv mimikry. Det är Aspidontus tractus, en fiskart som tillhör familjen slemfiskar (Blenniidae). A. tractus ser likadan ut, både till storlek och färg och utför till och med samma slags “dans” som den blå putsarfisken. Den utför dock inget putsande och befriar inte fiskar från några parasiter. Den ser tvärtom bara till att komma tillräckligt nära för att slita loss en bit kött och fly sin väg. Det här har gjort havsabborrfiskar av släktet Epinephelus mer observanta på vilka putsarfiskar de släpper i sin närhet, men A. tractus har samtidigt blivit alltmer lik sin modellart och kan till och med uppvisa samma slags regionala skillnader som den blå putsarfisken. Observationer tyder på att havsabborrfiskarna lär upp sig av sina misstag, så att A. tractus huvudsakligen får inrikta sig på juvenila fiskar.

### Kemisk mimikry
Kemisk mimikry är svårare att observera än visuell mimikry men verkar vara relativt vanlig. Den är i regel att betrakta som aggressiv mimikry och utvecklas hos predatorer för att lura sina byten, men den kan också var ett sätt för bytesdjur att dölja sig för predatorer. Oavsett vilken är det fråga om en extrem specialisering.

### Automimikry
Automimikry eller självmimikry, är skyddande likheter som uppstår inom samma art. Det finns ett antal varianter beskrivna av vetenskapen.
En variant är när en individs kroppsdelar liknar varandra. En del arter av ormar har en stjärt som starkt påminner om huvudet. När de backar från ett rovdjur kan de då vända stjärten till, vilket ökar chansen att fly utan dödliga skador. På ett liknande sätt kan fiskar ha ögonliknande fläckar vid stjärten. Denna form av automimikry har också dokumenterats hos en rad insektsarter.
Ett annat exempel på automimikry hos insekter är arter som blir giftiga när de livnär sig på vissa växter, men som annars är ofarliga att äta. Några arter beskrivs under Browers mimikry.

#### Spela död

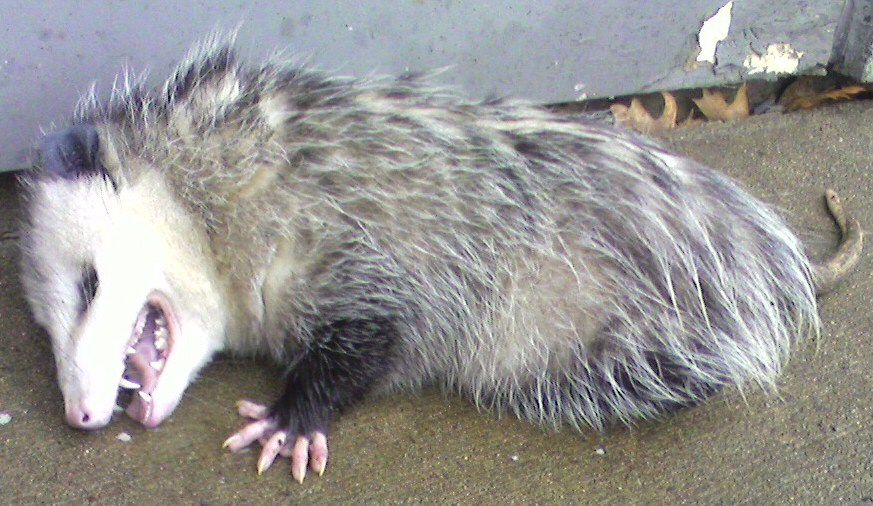
Pungråtta som spelar död.

Att spela död eller att se död ut (thanatopsis) är en variant av automimikry som uppvisas för att förvirra predatorer. Den kan förekomma både som defensiv mimikry och som aggressiv mimikry.
Djuret som spelar dött blir orörligt och stelt och djurets normala reaktioner på stimuli som beröring, trubbas av kraftigt eller uteblir. Beteendet avskräcker predatorer som bara äter byten som de själva har fångat och dödat, till exempel kattdjur. Georges Pasteur klassificerade fenomenet som en sorts automimikry, där djuret härmade sig själv som dött. Han gav därför fenomenet namnet thanatosis, vilket är en latinisering av det grekiska substantivet θανάτωσις, och refererar till den grekiska dödsguden thanatos. På senare tid har fenomenet oftare benämnts "thanatopsis" (från grekiskans: opsis, "syn, vy").

### Specialfall

#### Myrmimikry
Myrmimikry är en samlingsbeteckning där den skyddande likheten uppnås genom att djuren liknar myror. Detta kan ske genom Bates mimikry, aggressiv mimikry, Wasmanns mimikry och taktil mimikry.
Ett exempel är stackmyrespindeln (Myrmarachne formicaria) som utöver kroppsform och utseende även har övertagit stackmyrornas rörelsemönster för att inte uppmärksammas när den rör sig i myrstackens närhet.

#### Den härmande bläckfisken

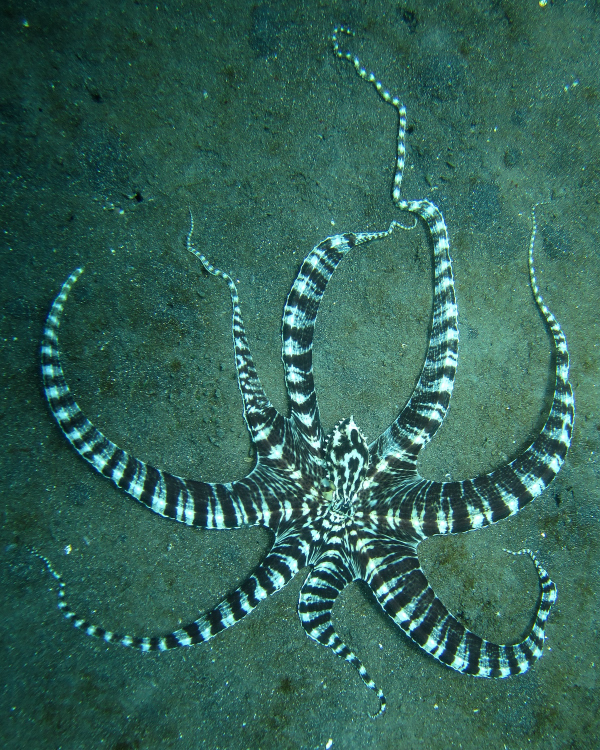
"Den härmande bläckfisken" Thaumoctopus mimicus.

Bläckfisken Thaumoctopus mimicus, som ibland kallas ”Den härmande bläckfisken”, upptäcktes på 1990-talet i havet utanför Indonesien och Malaysia. Den kan sägas vara ett mycket speciellt fall vad gäller mimikry.
De flesta bläckfiskar är kända för att kunna ändra sin hudfärg och struktur för att smälta in i den omgivande bakgrunden. Den härmande bläckfisken har kromatoforer för att förändra sin färg och har dessutom förmågan att efterhärma inte bara formen på föremål, utan även formen på och beteendet hos en del djur. Den härmande bläckfisken är den enda kända vattenlevande arten som kan imitera en mängd olika havsdjurs beteenden. Den kan som enda art välja mellan olika former för att anpassa sig efter den fiende den möter.
Bland de arter som bläckfisken härmar kan nämnas
- Drakfiskar av släktet Pterois – När bläckfisken ändrar färg till bruna och vita ränder och formar sina armar så att de ser ut som ryggfenor, lurar den rovdjur som lärt sig att undvika de dödligt giftiga drakfiskarna.
- Havsormar – När bläckfisken attackeras kan den gömma sig i håligheter och låta två av armarna sticka ut i olika riktningar. Vad som blir kvar i rovdjurets åsyn är ett långt smalt djur med vita och svarta band längs kroppen. Många rovdjur skyr de dödligt giftiga havsormarna och lämnar därför bläckfisken i fred.
- Plattfiskar – Bläckfisken härmar såväl formen som sättet att simma, hastigheten och ofta också färgerna. Den härmar plattfiskar i öppen terräng, där dess kamouflage annars lätt skulle avslöjas.
- Medusan – Bläckfisken härmar manetens rörelser och simmar mot ytan för att också härma dess beteende.

#### Den härmande lianen

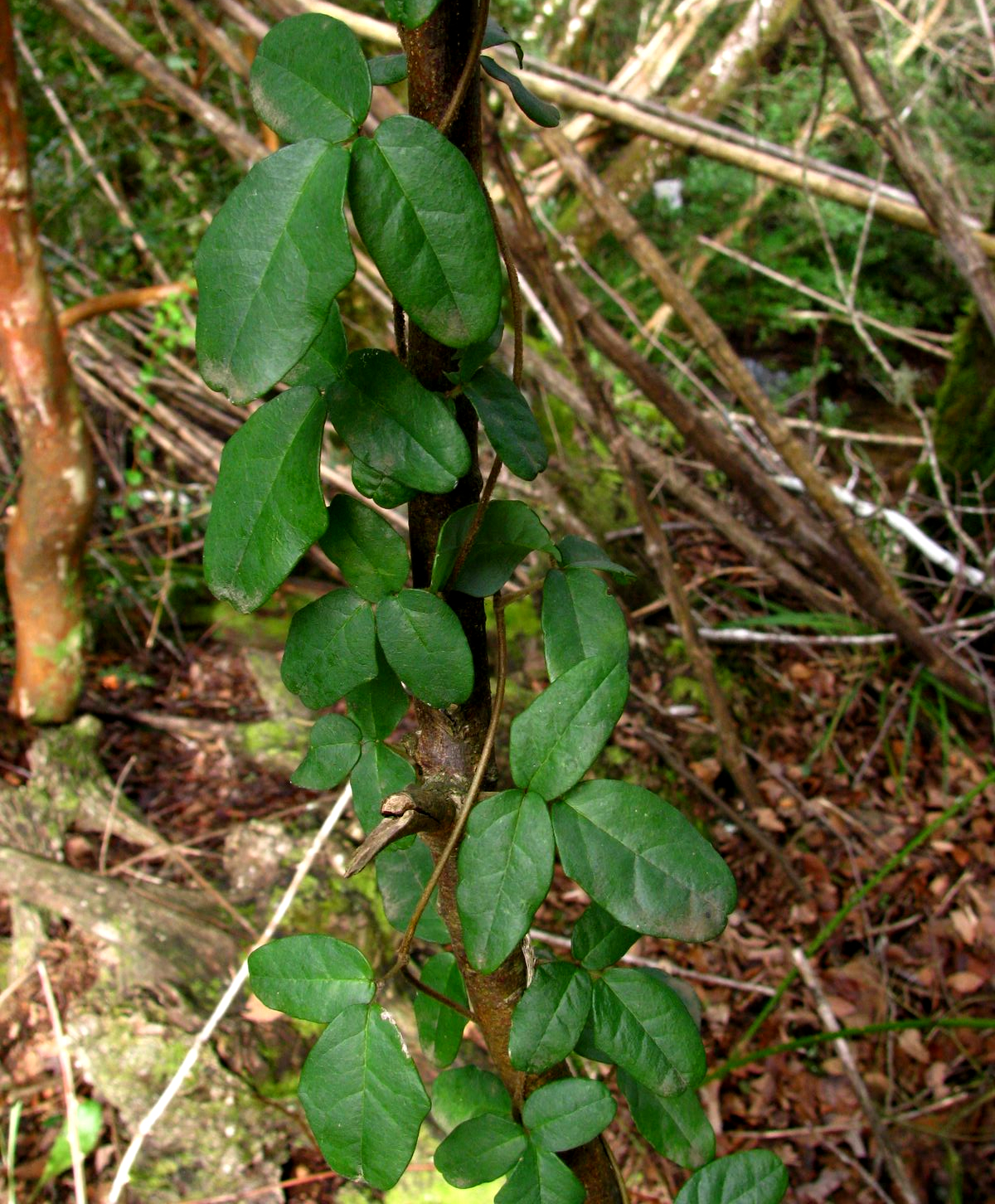
Lianen Boquila trifoliata.

Lianen Boquila trifoliata, som förekommer i Chile och Argentina i Sydamerika, anpassar utseendet på sina blad så att de liknar bladen på det träd som bär upp lianen. Samma individ av lian kan klättra över träd av olika arter och anpassa bladformen efter varje art. Forskning pågår för att försöka förklara mekanismen för hur detta sker.

### Oklassificerade former av mimikry

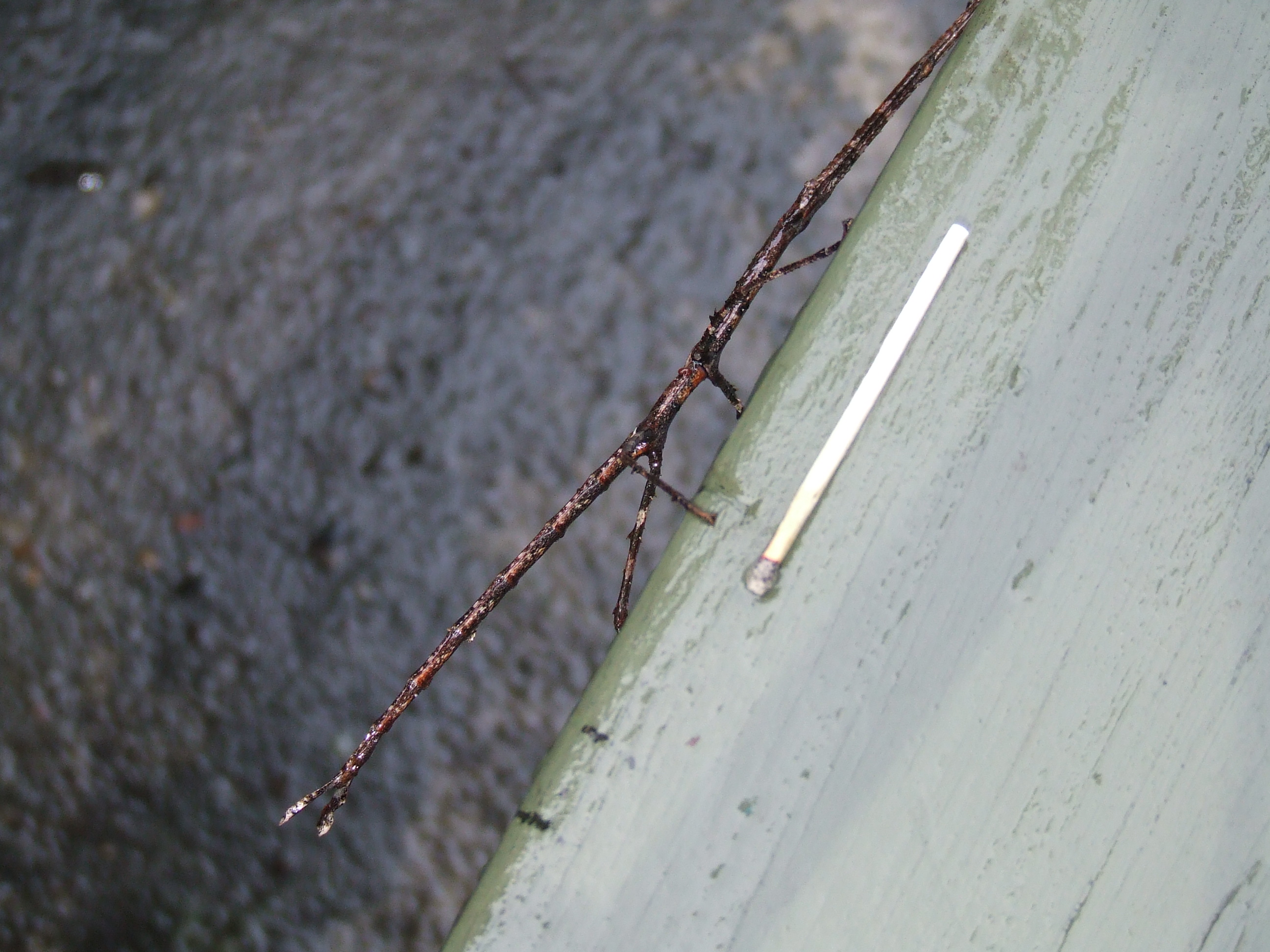
Ctenomorpha marginipennis som liknar en kvist av eukalyptusträdet.

Vissa former av mimikry har varit svåra att klassificera. Fjärilar av släktet Caligo i familjen praktfjärilar har ögonfläckar på vingarna, vilka därmed påminner om ansiktet hos ugglor såsom jordugglor och cholibadvärguvar. Detta kan lura fjärilens predatorer bland ödlor och fåglar (se bild i bildgalleriet). Såtillvida har ögonfläckarna kommit att klassificeras som en form av Bates mimikry. Emellertid finns studier som indikerar att det som avskräcker fjärilens predatorer inte är ögonfläckarna i sig, utan snarare den iögonfallande kontrasten i mönstren.
Ett annat exempel är mimikryn hos svamparten Monilinia vaccinii-corymbosi. Svampen infekterar bladen hos vissa arter av blåbär i odonsläktet och får dem att avge en sockerartad avsöndring, som innehåller både glukos och fruktos. Blandningen påminner om nektar och drar till sig pollinerande insekter trots att bladen för blotta ögat inte ser ut som blommor. Men infektionen får också bladen att avge ultraviolett ljus i våglängderna 300–400 nm, vilket är samma våglängder som blåbärets blommor avger. Svampinfektionen skapar också mumifierade, oätliga blåbär där den kan övervintra tills den kan infektera nya plantor. Här är det svampen som har nytta av mimikryn, medan bladen utför mimikryn. Fenomenet påminner om automimikry, men plantan drar ingen som helst fördel av mimikryn.

## Mimikrynsfylogeni
Teorierna om hur mimikry utvecklas över tid finns beskrivet redan i tidigare avsnitt, bland annat om ofullständig mimikry. Från att ha varit flitigt ifrågasatt under Darwins livstid har mimikryn kommit att bli accepterad som en evolutionär anpassning.
Den rysk-amerikanske författaren och fjärilssamlaren Vladimir Nabokov menade att det naturliga urvalet kanske kunde stabilisera en mimikry som redan fanns, men inte nödvändigtvis skapa den. I enlighet med den teorin kunde insekters mimikry, som till exempel mimikryn hos monarkfjärilen och Limenitis archippus, vara fråga om en likartad process hos båda arterna som gjorde sannolikheten stor att de skulle komma att likna varandra.
Den mest accepterade vetenskapliga teorin kring mimikryns utveckling hos fjärilar är en tvåstegshypotes. Första steget inbegriper mutationer av gener som påverkar utseendet i stort. Det andra steget består i en selektion av gener med mindre fenotypiska effekter som leder till en allt större likhet. Teorin stöds av empiriska bevis som tyder på att det bara finns några få mutationer som kan ge stora fenotypiska effekter, medan det finns många andra som ger smärre effekt. Även datorsimuleringar har gett stöd för hypotesen att det finns en supergen inblandad kring fjärilars färgmönster.
Vid Müllers mimikry utvecklas ett gemensamt utseende hos arter med ett gott ursprungligt skydd, för att dela på den ”kostnad” som det innebär att predatorer först ska lära sig känna igen arten. Det klassiska exempel som Fritz Müller beskrev gällde Heliconius-fjärilar, som finns avbildade i bildgalleriet. Det finns 54 arter av det oätliga släktet, med över 700 fenotyper. Arterna uppvisar inte bara fenotypiska likheter, utan också likheter i beteende och preferenser beträffande miljöer. Det är också accepterat av det är predatorernas beteende som driver fram mimikryn. Det har visats genom såväl datorsimuleringar som rena matematiska modeller och jämförande studier. Det som fortfarande fattas är fältexperiment som i detalj kan visa hur selektionen av fenotyper går till.

## Etymologi och stavning
I engelskan finns ordet mimicry dokumenterat från 1637. Där härleds det till det grekiska adjektivet μιμητικός (mimētikos), "imiterande", "härmande", "efterliknande”, från verbet μιμεῖσθαι (mimeisthai), "att imitera".
Ursprungligen skapades ordet för att beskriva människor och först från 1861 kom det att användas i nuvarande betydelse. Det var i sin nuvarande betydelse ordet inlånades till svenska språket, det vill säga ”förklädnad” med zoologisk betoning.
I svenska språket finns ordet dokumenterat från 1877, med stavningen mimicry, inlånat från engelskan. Med försvenskad stavning, mimikry, finns ordet dokumenterat från 1897. Den gamla inlånade stavningen dyker fortfarande upp och i Svenska Akademiens ordbok från 1944 sågs mimicry som huvudvariant. Svenska Akademiens ordlista och Nationalencyklopedin förordar mimikry, som ett etablerat svenskt ord, där mimicry anges som alternativ stavning.

## Bildgalleri

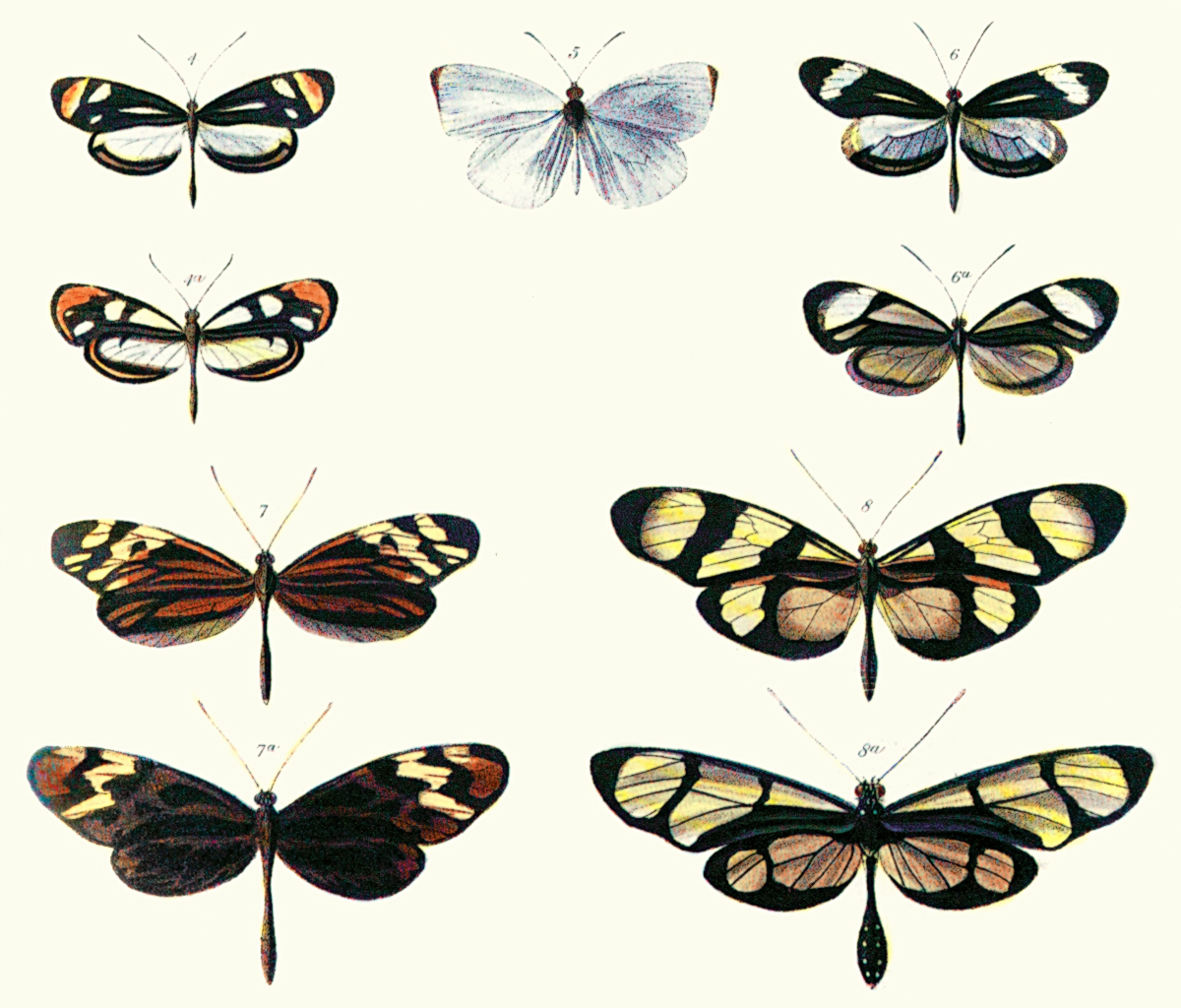
Plansch av Bates föreställande Bates mimikry mellan Dismorphia-arter (rad 1 och 3) och olika arter i släktgruppen Ithomiini, inom familjen Nymphalidae (rad 2 och 4).
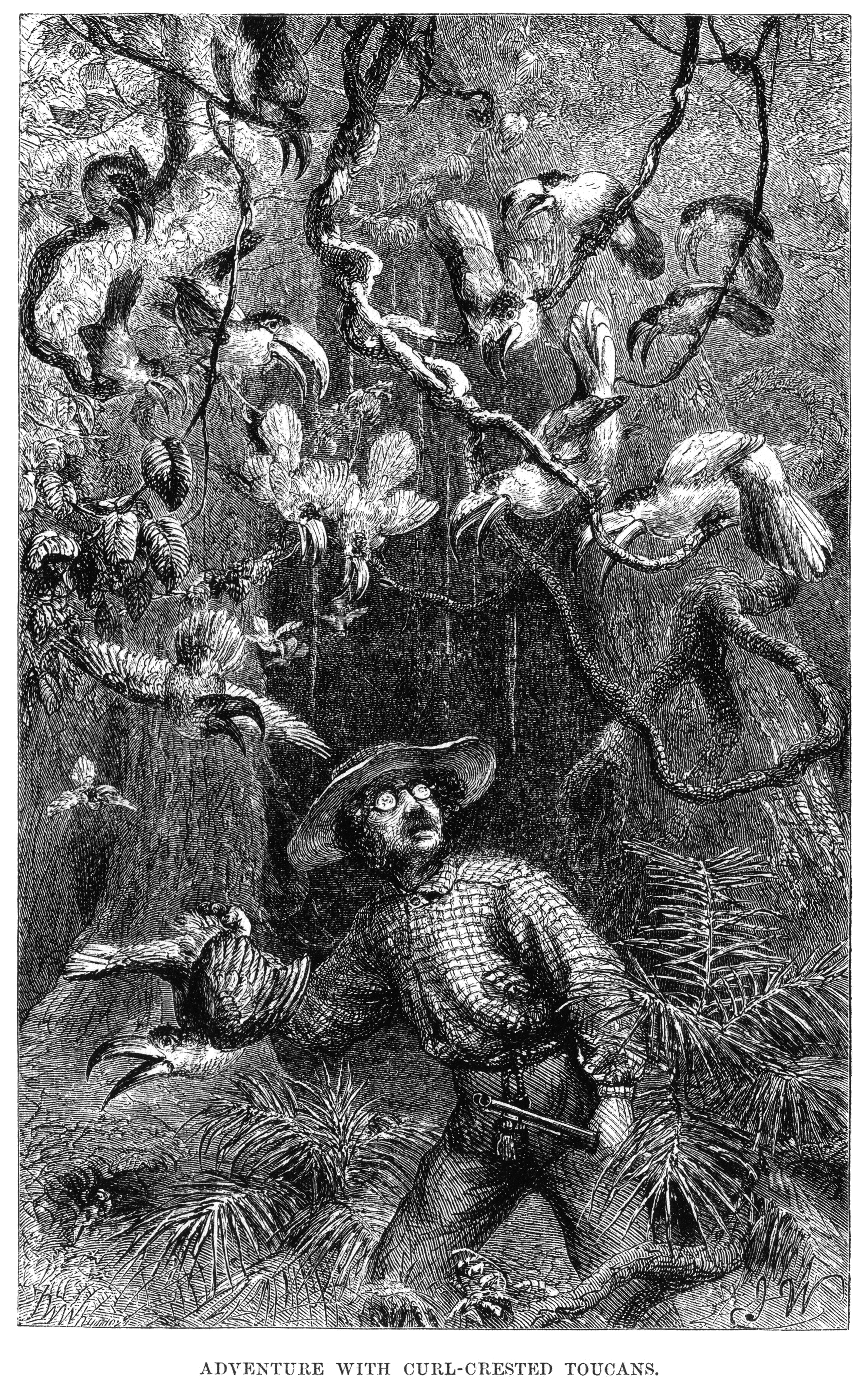
Bates i Amazonas, en illustration ur The naturalist on the river Amazonas (1862).
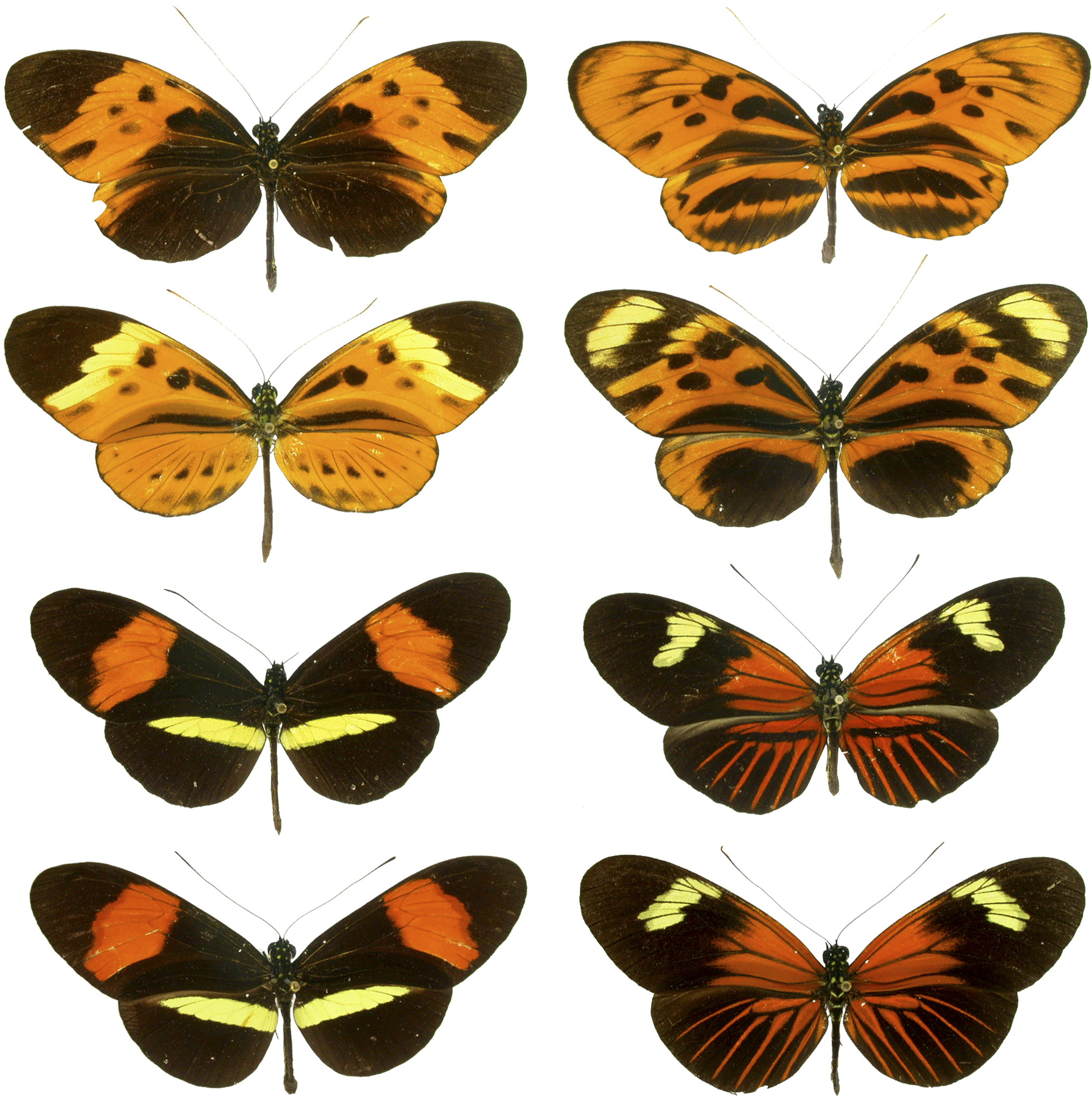
Fjärilar av släktet Heliconius från nya världens tropiker är ett klassiskt exempel på Müllers mimikry, där utseendet avskräcker för att fjärilen smakar illa.
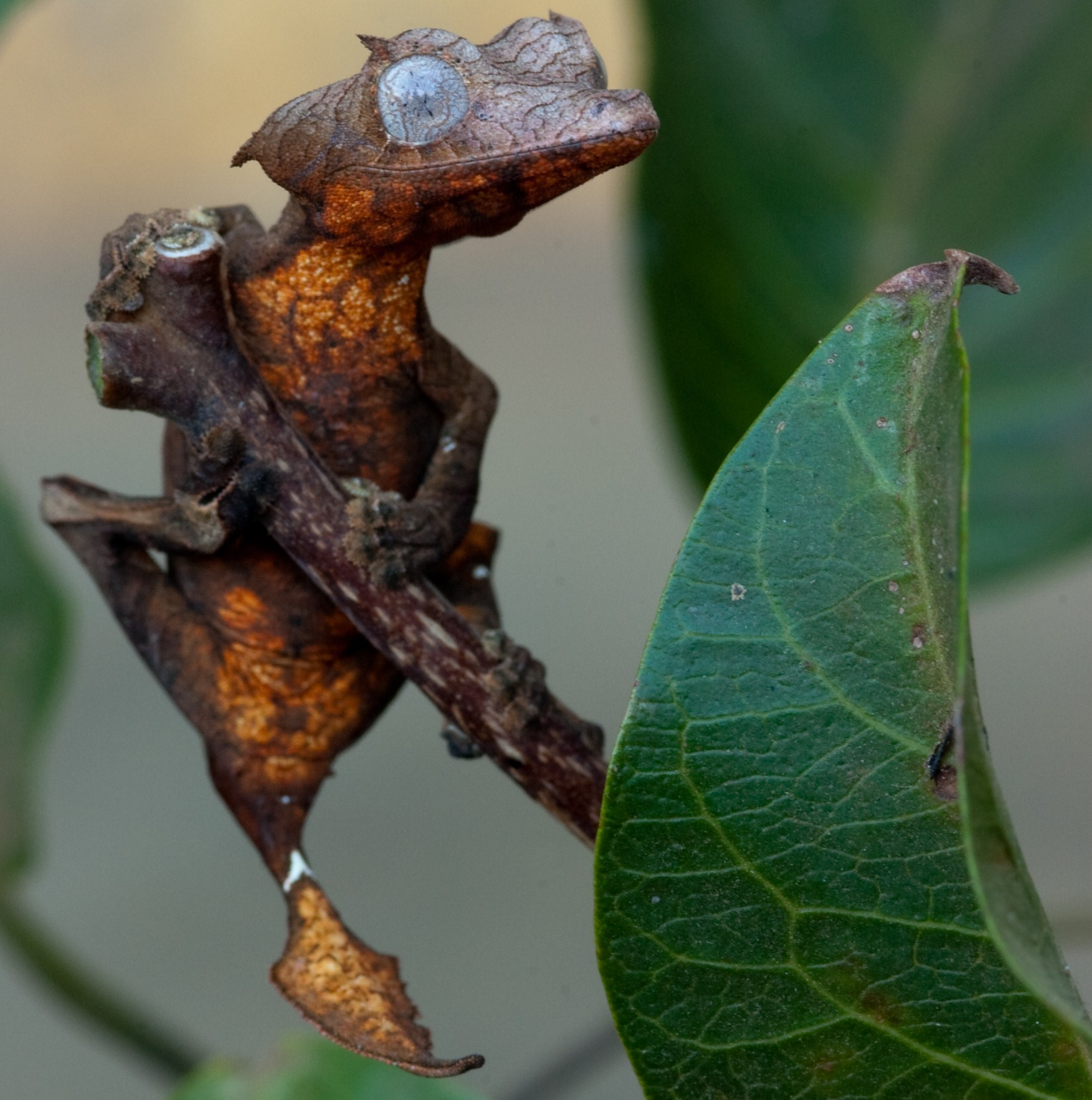
Geckoödlan Uroplatus ebenaui, endemisk för Madagaskar.
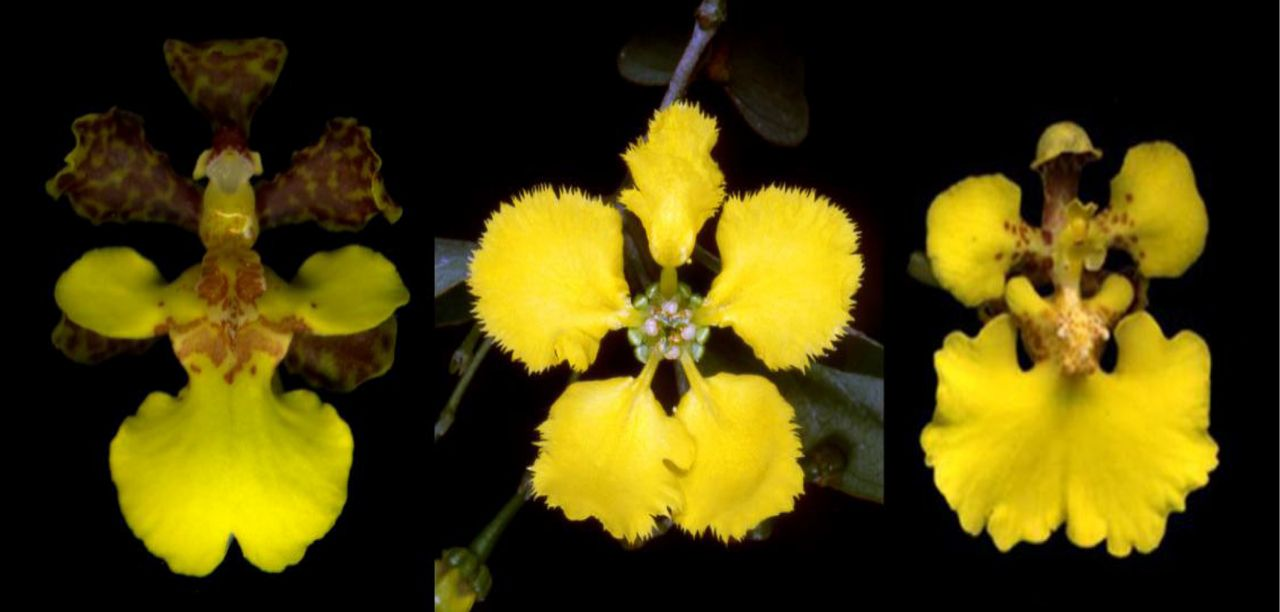
Likhet mellan blomman hos en art av släktet Stigmaphyllon och orkidé i gruppen Oncidiinae.
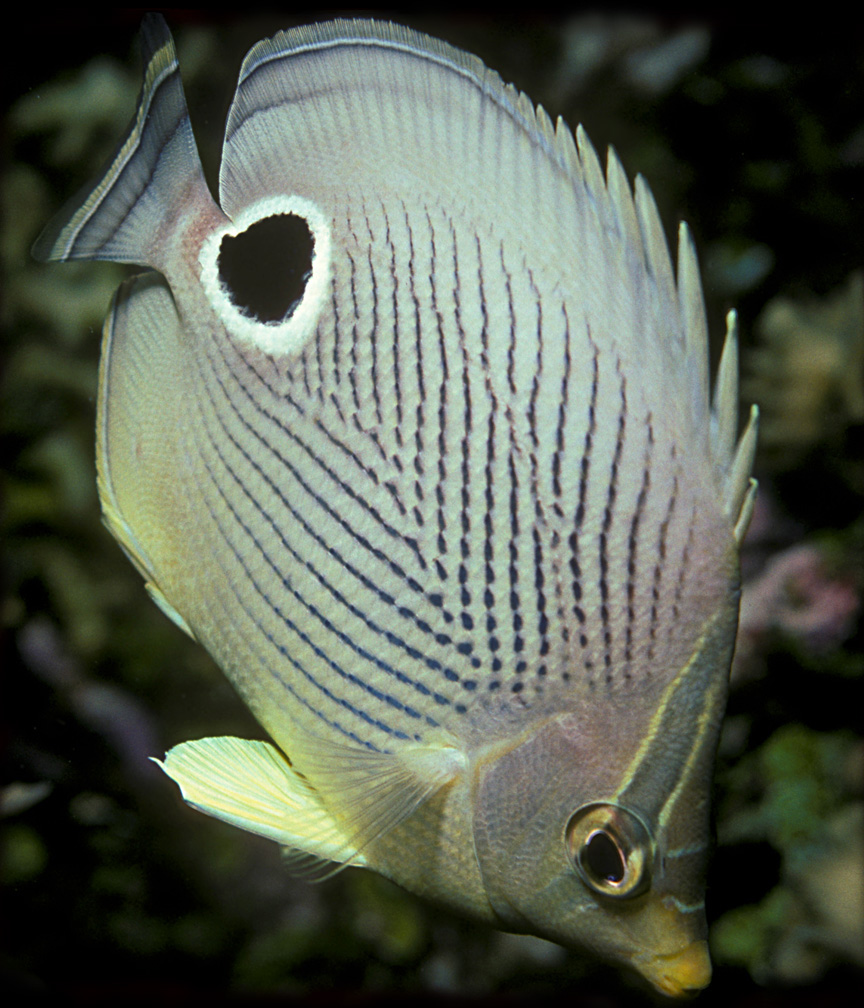
Chaetodon capistratus, art i familjen fjärilsfiskar vars stjärt lurar predatorer att tro att det är ett huvud, vilket är en form av automimikry.
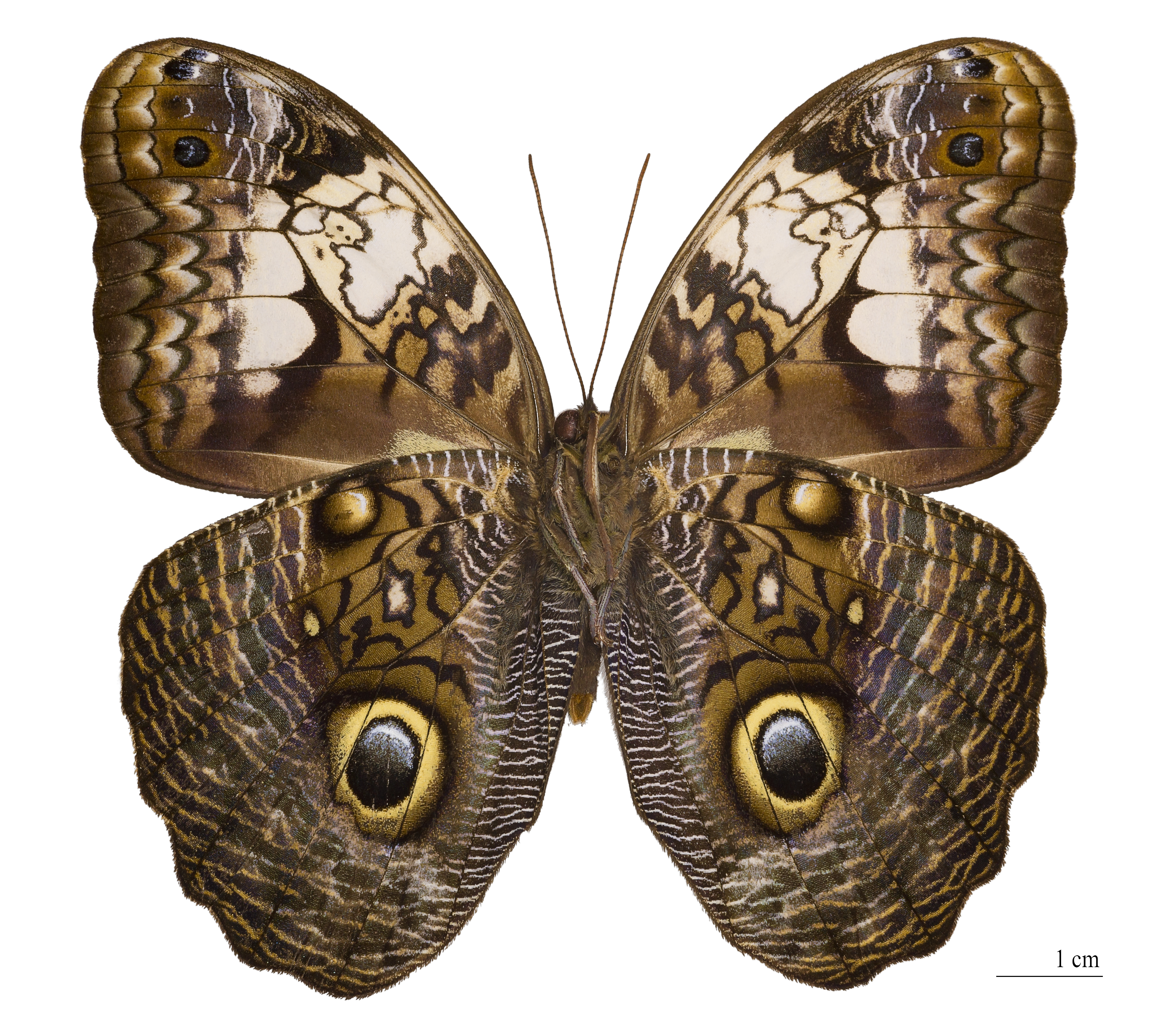
Praktfjärilen Caligo martia med sina karaktäristiska ögonfläckar på vingarna.
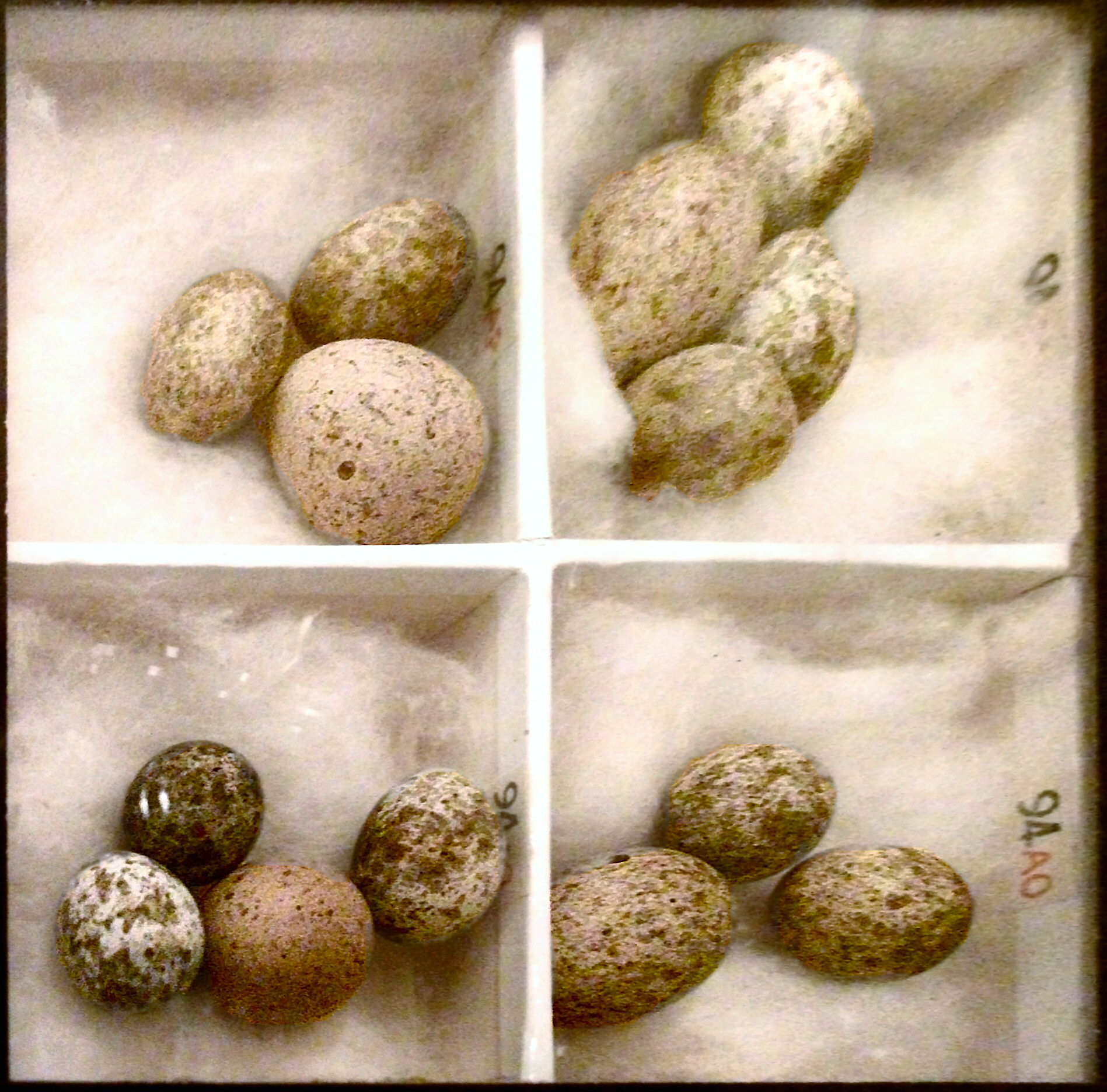
Fyra bon av rörsångare inom släktet Acrocephalus, som alla innehåller varsitt större gökägg.
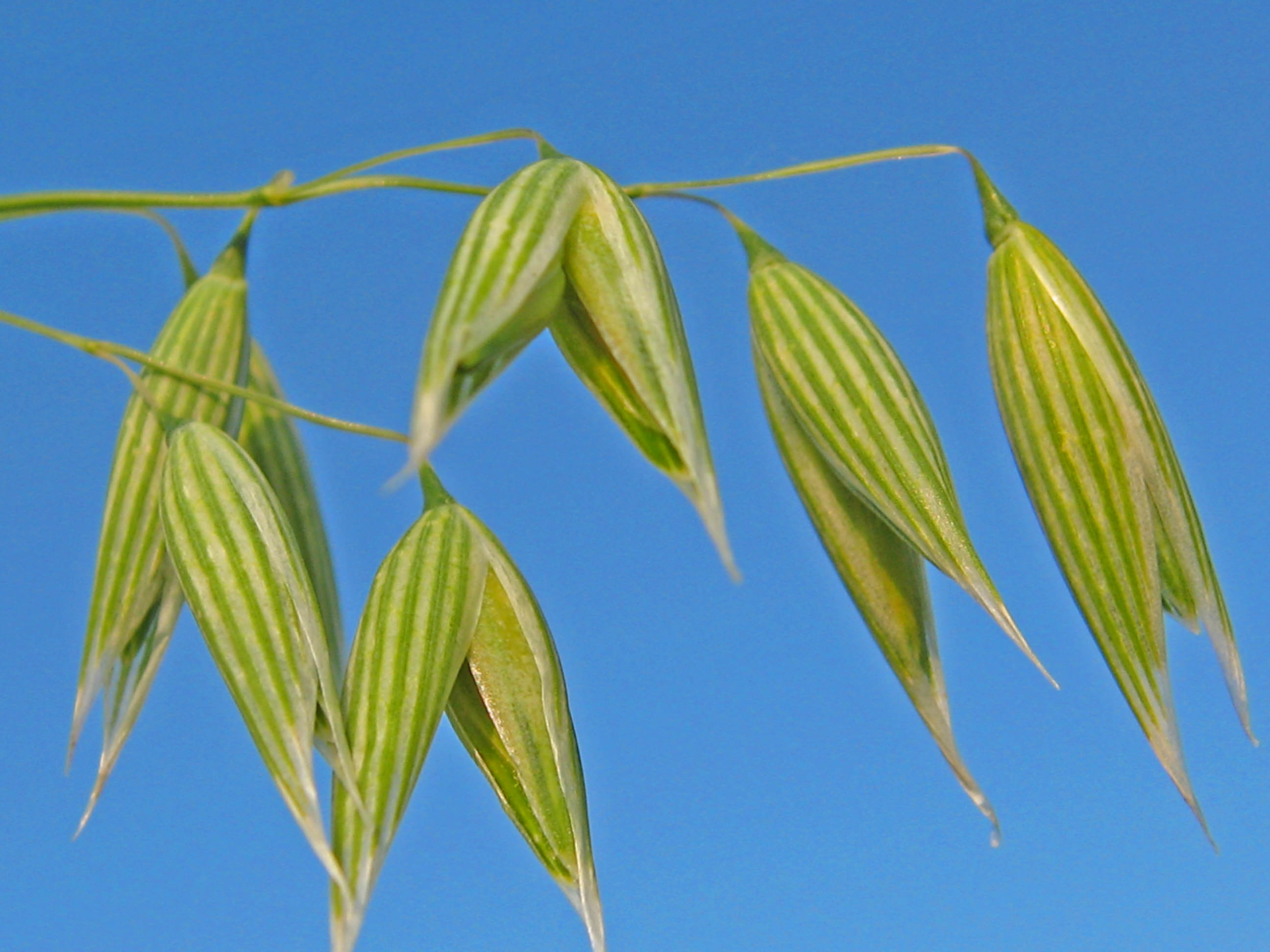
Havre var ett ogräs som utvecklades genom Vavilovs mimikry.
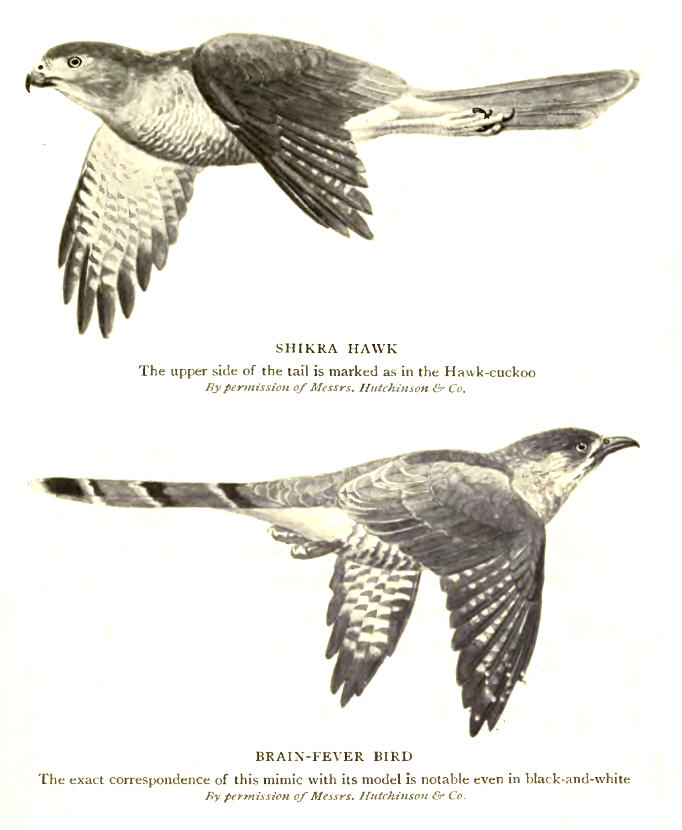
Bates mimikry hos fåglar: Indisk hökgök och rovfågeln shikra som är dess modellart.
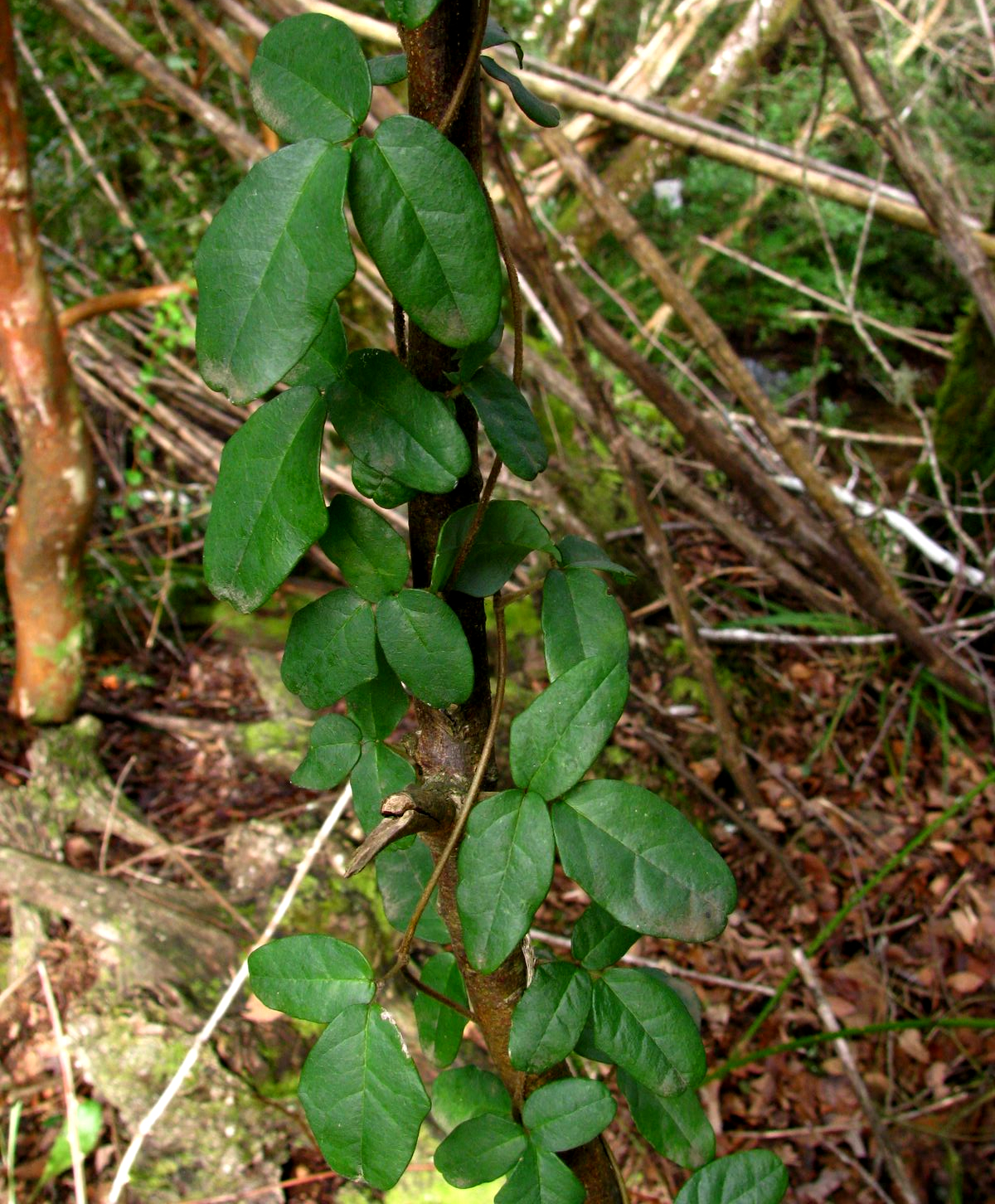
Narrbuskeväxten och lianen Boquila trifoliata efterliknar bladen på ett antal trädarter.
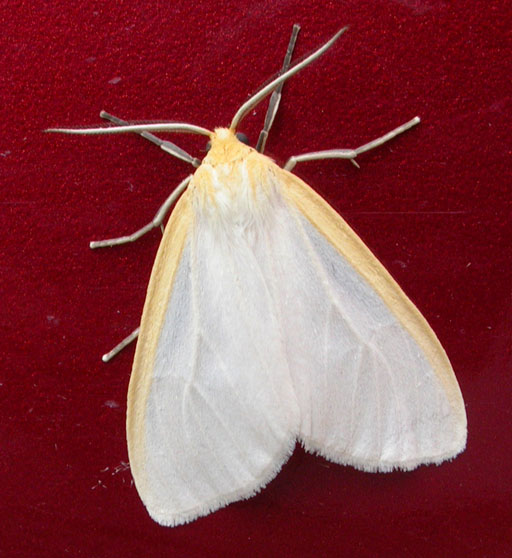
Björnspinnaren Cycnia tenera smakar illa och sänder ut ultraljud som en aposematisk signal. Arter inom familjen mott (Pyralidae), som inte smakar ett dugg illa, sänder ut ett liknande ultraljud. Detta är ett exempel på akustisk mimikry.